# Río Grande del Sur
Río Grande del Sur (en portugués: Rio Grande do Sul ) es uno de los veintiséis estados que, junto con el distrito federal, forman la República Federativa de Brasil. Su capital y ciudad más poblada es Porto Alegre.
Está ubicado en el extremo meridional de la región Sur del país. Tiene cómo límites: el río Uruguay al noroeste, que lo separa de la República Argentina y del estado de Santa Catarina (respectivamente); el océano Atlántico al este; y la República Oriental del Uruguay al sur, hasta el trifinio de la Isla Brasileña, donde comienza su frontera con Argentina. Con 281 737 km², es el noveno estado más extenso —por detrás de Amazonas, Pará, Mato Grosso, Minas Gerais, Bahía, Mato Grosso del Sur, Goiás y Maranhão— y con 11 228 000 habitantes en 2014, siendo el quinto más poblado, por detrás de San Pablo, Minas Gerais, Río de Janeiro y Bahía.
Río Grande del Sur es también el quinto estado con mayor IDH en Brasil. Con aproximadamente 11,3 millones de habitantes, alrededor del 5,4 % de la población brasileña vive en Río Grande del Sur. El estado tuvo un BIP total de R $ 480,5 mil millones en 2019, lo que representa el 6,6 % del PIB nacional de Brasil.

## Historia
El actual territorio de Río Grande del Sur se encontraba, en tiempos del virreinato, comprendido dentro del Virreinato del Río de la Plata, constituyendo el centro y centro-norte de la Banda Oriental de las primeras épocas coloniales. Abarca las antiguas regiones de Río Grande al este, las Misiones Orientales al noroeste y territorios de la Provincia Oriental (actual Uruguay) al suroeste (del río Ibicuy al río Cuareim y las nacientes del río Negro) y al sur (costa noroeste de la laguna Merín), anexados por Portugal (posteriormente Brasil) en forma definitiva tras la Guerra del Brasil y la Guerra Grande (como parte de pago por deudas contraídas por Uruguay durante ésta). La influencia del tiempo como territorio rioplatense todavía llama la atención en el estado actual (por sus tradiciones y costumbres), además de la fuerte influencia del español en la región que se conserva en forma de expresiones en español que se hablan en todo el estado, y el uso de portuñol o del portuñol riverense.
A mediados del siglo XIX, la provincia de Río Grande del Sur se constituyó en estado independiente con el nombre de República Riograndense.

### Río Grande (territorio)
Bajo la denominación de Río Grande se conocía originalmente a una región en la costa atlántica de la Banda Oriental, en el centro-sur sudamericano, perteneciente a España. Sus límites eran las Misiones Jesuíticas al oeste, la región de Ibiazá al norte y la región rioplatense de la Banda Oriental al sur.

### Misiones Orientales

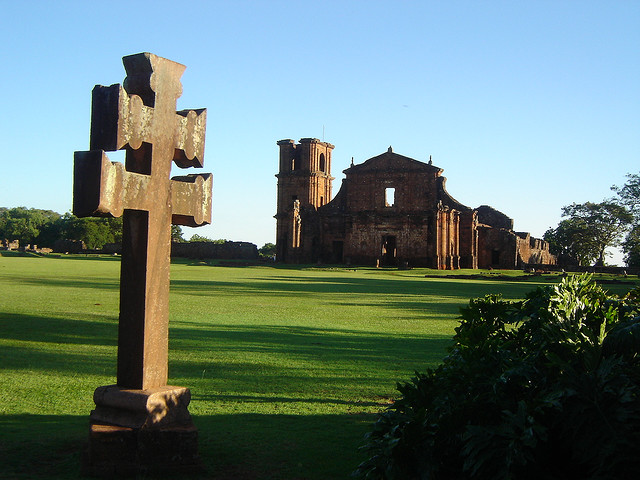
Las ruinas jesuíticas de "San Miguel Arcángel", declaradas desde 1983 Patrimonio de la Humanidad por la Unesco.

Las Misiones Orientales eran el área de las Misiones Jesuíticas situada al este del río Uruguay, en la Banda Oriental. Allí se encontraban los llamados Siete Pueblos de las Misiones: San Borja, San Nicolás, San Luis, San Lorenzo, San Miguel, San Juan y Santo Ángel. Al sur estaba la Estancia de Yapeyú, cuyos límites alcanzaban el río Negro.
Tras la disolución de dichas Misiones Jesuíticas, el extremo sur de las Misiones Orientales se convirtió en el Departamento de Yapeyú (incluyendo a San Borja), y el norte formó el Departamento de San Miguel (incluyendo a los otros seis pueblos). Estos departamentos estaban bajo la órbita del gobierno de Buenos Aires, pero la influencia del gobierno de Montevideo llegaba hasta el río Ibicuy. Desde entonces pasó a entenderse a las "Misiones Orientales" como los territorios orientales al norte del Ibicuy.

### Penetración luso-brasileña en Río Grande
Portugal había comenzado a adentrarse en el territorio de la Banda Oriental por la región de Ibiazá (también conocida como Mbiazá o Ybiazá, la zona costera de los actuales estados brasileños de Paraná y Santa Catarina), al sudoeste del límite continental que marcaba la Línea de Tordesillas y ponía coto a las posesiones portuguesas en América. Ya en 1534 el rey portugués había adjudicado ese territorio a la Capitanía de Santana alcanzando Laguna como extremo sur. Las incursiones portuguesas en la Banda Oriental llegaron hasta la costa del Río de la Plata, fundando en 1680 Colonia del Sacramento frente a la ciudad de Buenos Aires.
En 1737 una expedición militar portuguesa fue enviada con el propósito de garantizar la posesión de las ricas tierras españolas ubicadas al sur del territorio portugués del Brasil. Ese año los portugueses fundan la ciudad de Río Grande, en la desembocadura del río San Pedro que conecta la Laguna de los Patos con el océano y en 1742 es fundada la villa de Porto dos Casais, la actual Porto Alegre.
En 1750, España y Portugal firmaron el Tratado de Madrid. Ya que cuando Portugal había estado ligado a España, había expandido sus dominios en América más allá de la línea de Tordesillas. Este tratado pretendía consagrar los territorios que cada reino tenía efectivamente en su poder, como modo de apaciguar a las partes. Así, España debía renunciar a la mayor parte de la Banda Oriental (Ibiazá, las Misiones Orientales y Río Grande del Sur) y a cambio recibiría Colonia del Sacramento y el reconocimiento de sus territorios ocupados en Asia.
Pero por un lado, los portugueses no pretendían renunciar a la Colonia del Sacramento y por otro, los guaraníes se enfrentaron al poder portugués. Esto devendría en la firma de un nuevo tratado en 1761 que restituía las Misiones Orientales a España, aunque no modificaba la situación de Río Grande.

### La tardía reacción de España
España decidió mejorar su administración en la zona austral de América dividiendo el Virreinato del Perú y creando en 1776 el Virreinato del Río de la Plata. Este abarcó los territorios de los actuales Argentina, Bolivia, Paraguay y Uruguay, más la zona norte de Chile y parte del sur de Brasil (el oeste de Río Grande del Sur y el sur de Mato Grosso del Sur).
Pedro de Cevallos fue su primer virrey, y al ser nombrado recibió la orden de detener la expansión lusitana. A principios de 1777, Cevallos y sus hombres atacaron y recuperaron la isla de Santa Catarina, frente a las costas de Ibiazá sin disparar un solo tiro, debido a que fue abandonada por la escuadra portuguesa. El 21 de abril llegaron a Montevideo, desde donde se dirigieron a la Colonia del Sacramento, conquistándola. Luego también tomaron la fortaleza de Santa Teresa en el actual departamento uruguayo de Rocha y avanzaron sobre la población de Río Grande. Fue entonces cuando recibieron noticias de un tratado de paz firmado entre España y Portugal que los obligaba a retirarse.

### Tratado de San Ildefonso
Según quedó establecido en el tratado de San Ildefonso, firmado en octubre de 1777 entre España y Portugal, este abandonaba la Colonia del Sacramento a cambio de la posesión definitiva de Río Grande. El límite de Río Grande con las posesiones españolas quedó establecido a partir de la desembocadura del río Pepirí (también llamado Pepirí-Guazú) en el extremo noroeste, siguiendo desde allí hasta llegar a la sinuosa línea serrana que divide la cuenca platense de la cuenca de la Laguna de los Patos y que llega a las nacientes del Río Negro en el sur y desde allí hasta la Laguna Merín, siguiendo por sus costas hasta el punto sur de ésta, y desde él, a la desembocadura del arroyo Chuy en el Atlántico al sureste.
Pero en 1801 los riograndenses invadieron los siete pueblos de las Misiones, incorporando de facto las Misiones Orientales a su territorio. En 1807, ante el traslado de la corte portuguesa a Brasil, los portugueses le dieron a su nuevo territorio de Río Grande la categoría de «capitanía» militarizándola fuertemente, formándose así la Capitanía de San Pedro del Río Grande del Sur.

### Resistencia de la Banda Oriental
En 1811 José Gervasio Artigas, líder máximo de los orientales, liberó del poder español a la región rioplatense de la Banda Oriental, la única que conservaba este nombre ya que había quedado libre de la ocupación portuguesa. En 1813 ésta pasa a denominarse Provincia Oriental dentro de la Liga Federal que Artigas forjara y liderara. Artigas también planeaba la reconquista de las Misiones Orientales, pero ese fue un sueño que no pudo concretar.
En 1816 fuerzas portuguesas invadieron la Provincia Oriental y en 1820 Artigas fue finalmente derrotado y marchó exiliado al Paraguay. En 1821 Portugal se anexó oficialmente el territorio oriental, denominándolo Provincia Cisplatina y uniéndolo al Brasil, al que siguió atado tras la independencia de este país.
En 1825, patriotas orientales y otros adherentes a la causa (los Treinta y Tres Orientales), cruzaron desde Buenos Aires hasta la costa oriental para comenzar la Cruzada Libertadora por el territorio y el 25 de agosto en el Congreso de la Florida proclamaron la Ley de Independencia, la Ley de Unión (en virtud de la independencia concretada, la Provincia Oriental se reunía con las demás provincias platenses) y la Ley de Pabellón. Tras ser aceptada la Provincia Oriental por el Congreso en Buenos Aires, Brasil -entonces independiente de Portugal- le declaró la guerra a las Provincias Unidas del Río de la Plata, estallando la guerra conocida como Guerra del Brasil –o Guerra da Cisplatina para los brasileños– (v: Batalla de Ituzaingó).

### La Guerra del Brasil y sus repercusiones
La Guerra del Brasil se desarrollaría por unos tres años. A pesar de no poder doblegar a los rioplatenses, el Brasil imperial no estaba dispuesto a dejar de lado sus pretensiones de que su territorio llegara hasta el Río de la Plata, lo que cerraba las puertas a un final pactado para el enfrentamiento. El 21 de abril de 1828, el oriental Fructuoso Rivera (quien fuera el primer presidente del futuro Uruguay independiente), cruzó el Ibicuy con un ejército de quinientos hombres, al que se sumarían indígenas misioneros, y reconquistó así en solo unos pocos días las Misiones Orientales.
Este dramático vuelco de la situación de la guerra terminó forzando al emperador Pedro I de Brasil a aceptar conversaciones de paz. Pero el descontento de los orientales por la vuelta al centralismo por parte de Buenos Aires y los intereses británicos por el comercio en la zona terminarían, sin embargo, minando los éxitos de los rioplatenses y tendrían como resultado final la independencia de la Provincia Oriental. La Convención Preliminar de Paz de 1828 terminaría consolando a Brasil, de todos modos, al establecer que la Provincia Oriental perdería definitivamente las Misiones Orientales en favor de aquel país. En 1852, tras las divisiones internas generadas entre los uruguayos y propiciadas por argentinos de un lado y brasileños del otro que llevaron a la Guerra Grande, el Gobierno de la Defensa establecido en Montevideo, firmó cinco acuerdos con Brasil, entre los que figura la renuncia al territorio entre el Ibicuy y el Cuareim, perdiéndose también las nacientes del Río Negro y el control sobre la Laguna Merín.

### Inestabilidades internas con conexiones internacionales
Durante el siglo XIX, Río Grande del Sur fue escenario de diferentes revueltas federalistas y participó en conflictos con Argentina y Uruguay. La Guerra de los Farrapos contra el Imperio del Brasil se desarrolló por espacio de diez años dando lugar a la República Riograndense (1835-1845). Tras el aplastamiento de la República Riograndense y la reincorporación del territorio al Imperio del Brasil, el área riograndense fue utilizada como catapulta para las campañas militares de 1852 en contra del gobierno uruguayo de Manuel Oribe y acto seguido contra el gobernador de Buenos Aires Juan Manuel de Rosas, apoyando para esto último a Justo José de Urquiza, gobernador de Entre Ríos, posteriormente la entonces provincia del Río Grande sirvió como una de las bases brasileñas en los inicios de la Guerra del Paraguay (1864-1870).
Las disputas políticas locales tuvieron un aumento con el inicio de la República y solo en el gobierno nacional del riograndense Getúlio Vargas (1930) el estado se pacificó.

### El dominio de las facciones criminales
Desde 1990, el fenómeno de la violencia urbana se ha intensificado. Actualmente hay al menos siete facciones criminales que dominan la región.
El mayor de ellos es Os Manos fundado por los dueños y  políticos estatales.
La influencia del grupo es demostrada por la afiliación de tres gobernadores estado, un exministro de justicia, ministra del tribunal supremo federal, jueces, locutores, comentaristas deportivos, empresarios, entre otras figuras públicas locales.

### DeRío GrandeaRío Grande del Sur
El nombre actual de Río Grande del Sur (Rio Grande do Sul) le fue dado para diferenciar este estado de otro "Río Grande" ubicado en el nordeste brasileño.

## Cultura

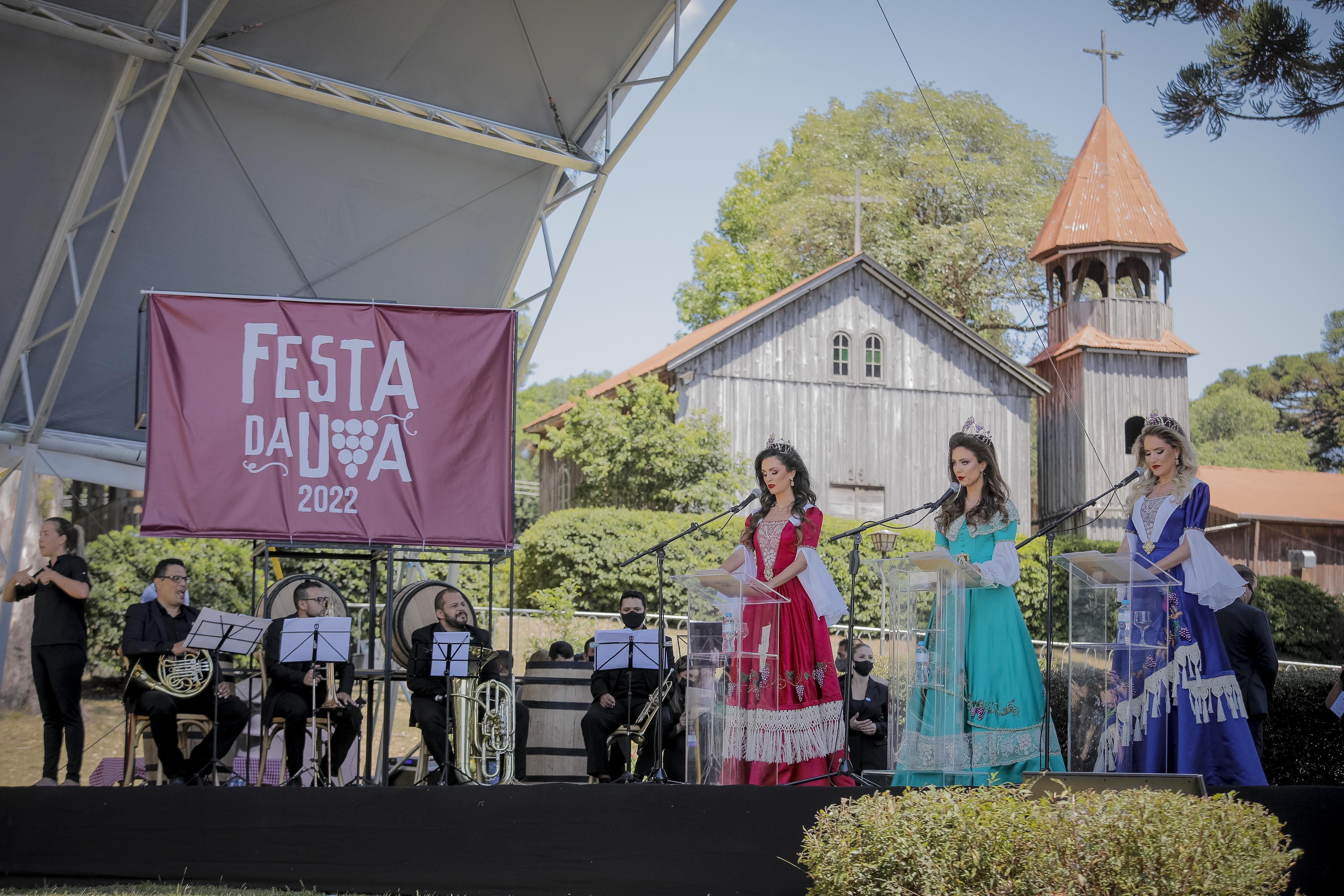
Fiesta de la uva en Caxias do Sul.

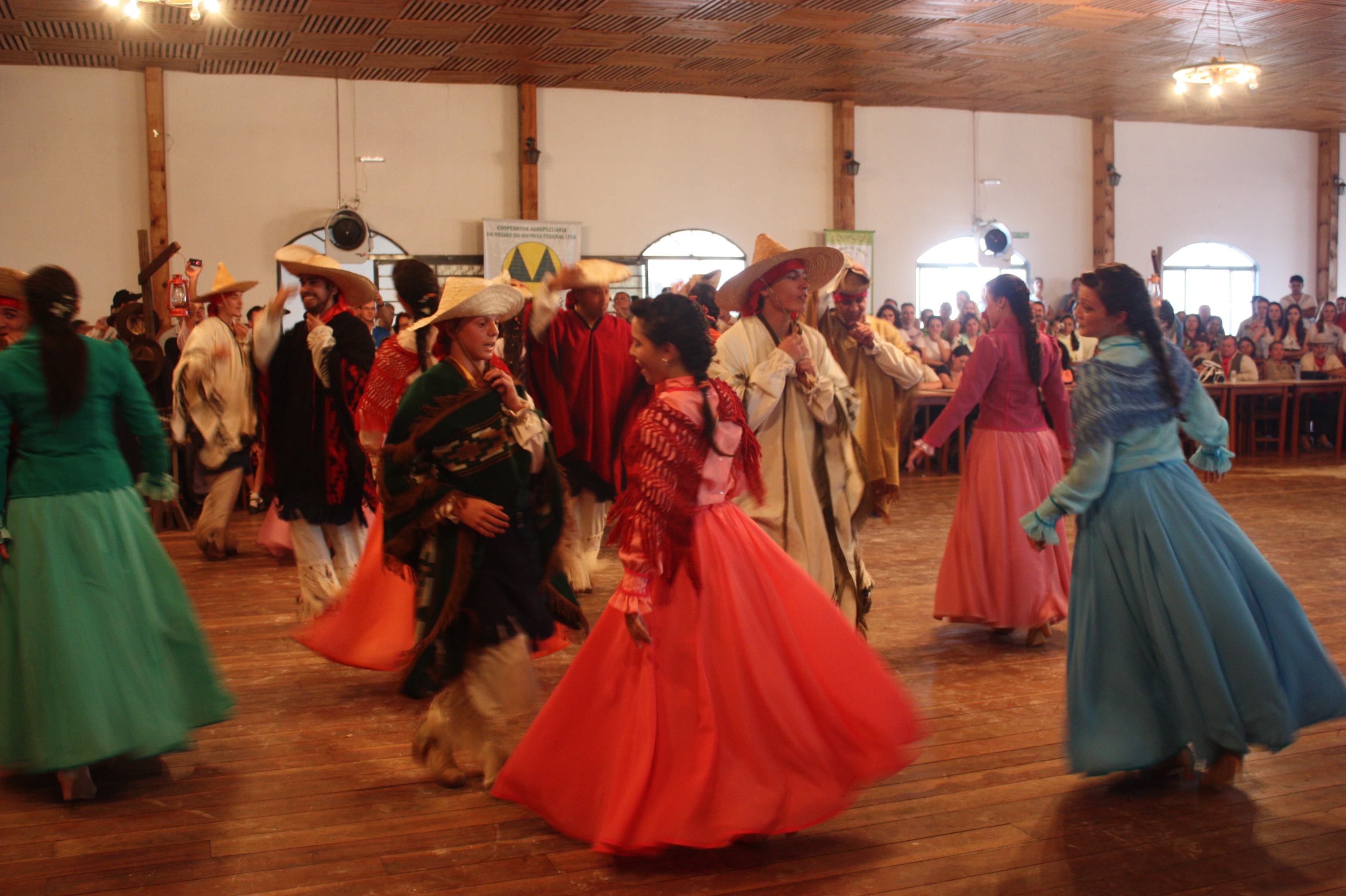
Baile típico en un CTG (Centro de Tradiciones Gauchas)

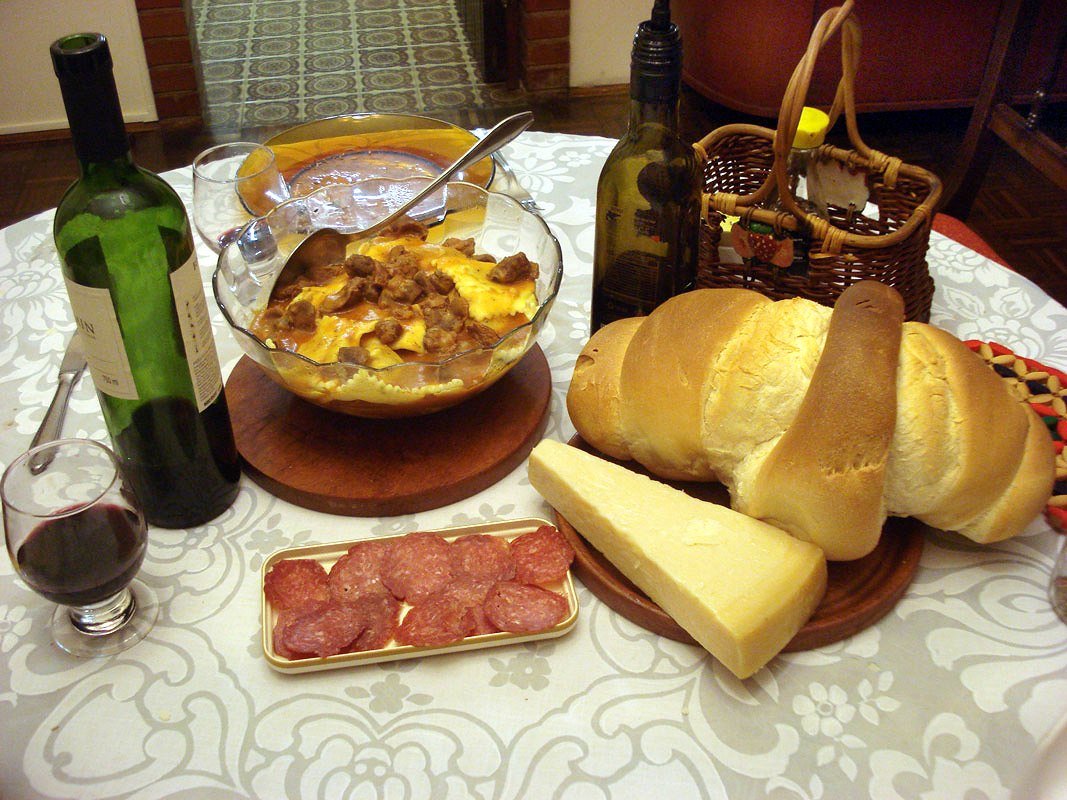
Una comida típica de Rio Grande do Sul con vino, pan, queso, pasta con carne de res y salami.

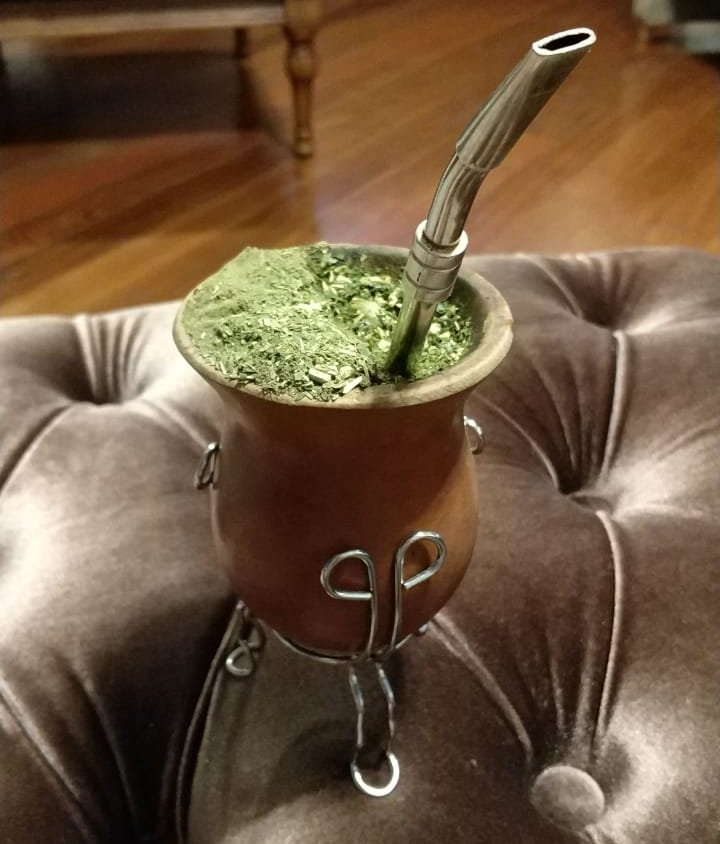
Chimarrão es una bebida tradicional que se obtiene sumergiendo las hojas secas de la especie de acebo Ilex paraguariensis en agua caliente.

Río Grande del Sur es conocido como uno de los territorios de más rica cultura en Brasil. La cultura del estado es eminentemente rioplatense, puesto que las costumbres gauchas existen en esta región desde el periodo anterior a la "división" de la Banda Oriental entre españoles y portugueses. Las vestimentas habituales de los gauchos como las bombachas, botas, sombrero y poncho son ampliamente utilizadas por los campesinos en sus trabajos diarios. En el pasado se utilizaron también el chiripá y las boleadoras para tales fines. La cultura tradicional del gaucho es cultivada en las ciudades por medio de los Centros de Tradiciones Gauchas (CTGs), donde se enseña a los jóvenes las danzas y cultura gauchesca en general. Los riograndenses conmemoran la Revolución Farroupilha en la semana del 20 de septiembre, siendo el más importante feriado estatal, el cual celebra el coraje y la audacia de los gaúchos riograndenses en las luchas contra el poder centralizador de Brasil. En esta fecha hay desfiles con caballeros y en algunas ciudades hay simulaciones de peleas y entreveros a los modos del siglo XIX. La población participa activamente en las manifestaciones. En la bandera riograndense siguen presentes los símbolos de la República Riograndense, así como en su himno republicano, el cual es cantado por los amantes de fútbol antes del inicio de los partidos de Sport Club Internacional y Grêmio Foot-Ball Porto Alegrense, las dos equipos más importantes. Muchos ritmos rioplatenses como el chamamé, la milonga, la polca, la guarania, y la chamarrita se pueden oír en las estaciones de radio especializadas o no en la música gauchesca.
En el siglo XIX, inmigrantes europeos se establecieron en Río Grande del Sur. Los alemanes se establecieron a lo largo del río de las Campanas desde 1824, creando colonias agrícolas a partir de una política de distribución de tierras muy favorable que duró hasta 1850, lo que los convirtió en pequeños propietarios Después de esa fecha, la distribución de la tierra en Brasil se ha vuelto más restringida y los colonos alemanes comenzaron a expandirse en búsqueda de nuevas tierras hacia lugares más allá, llevando su cultura de Alemania a través del estado. La región montañosa fue colonizada por inmigrantes procedentes de Italia, comenzaron a establecerse en la región desde 1875. La oferta de suelo fue más disputada, porque la mayoría de la tierra ya estaba ocupada por los gaúchos o por colonos alemanes. Los italianos trajeron sus costumbres e introdujeron la viticultura en la región, siendo hoy en día la base de la economía de varios municipios. Alemanes e italianos adoptaron gran parte del estilo de vida gaúcho, aunque también mantuvieron sus tradiciones.
La penetración de la cultura popular de masas de los estados centrales comenzó con el auge de los medios masivos de comunicación como la radio y la televisión desde mediados del siglo XX. Desde entonces se difundieron el samba, el sertanejo  y otros ritmos típicamente, así como el rock, la música electrónica y otros.

## División
El estado está dividido por regiones geográficas:
- Región Centro-Occidental
- Región Centro-Oriental
- Región Metropolitana de Porto Alegre
- Región Nordeste
- Región Noroeste
- Región Sudeste
- Región Sudoeste

## Geografía

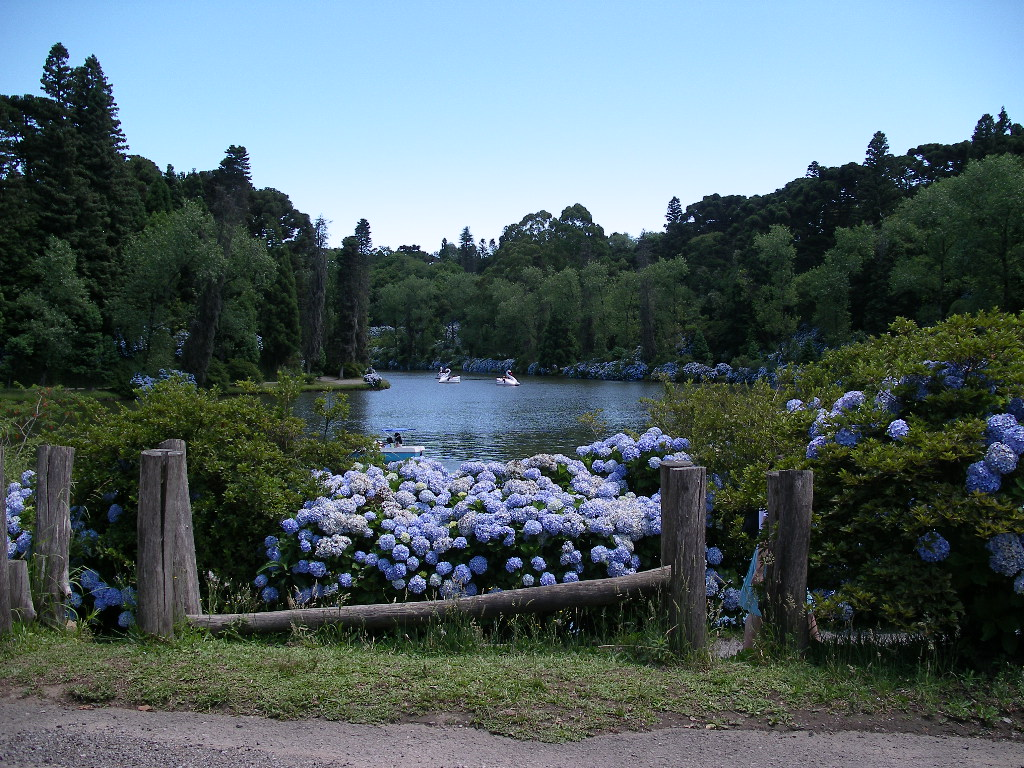
La ciudad de Gramado en Río Grande del Sur.

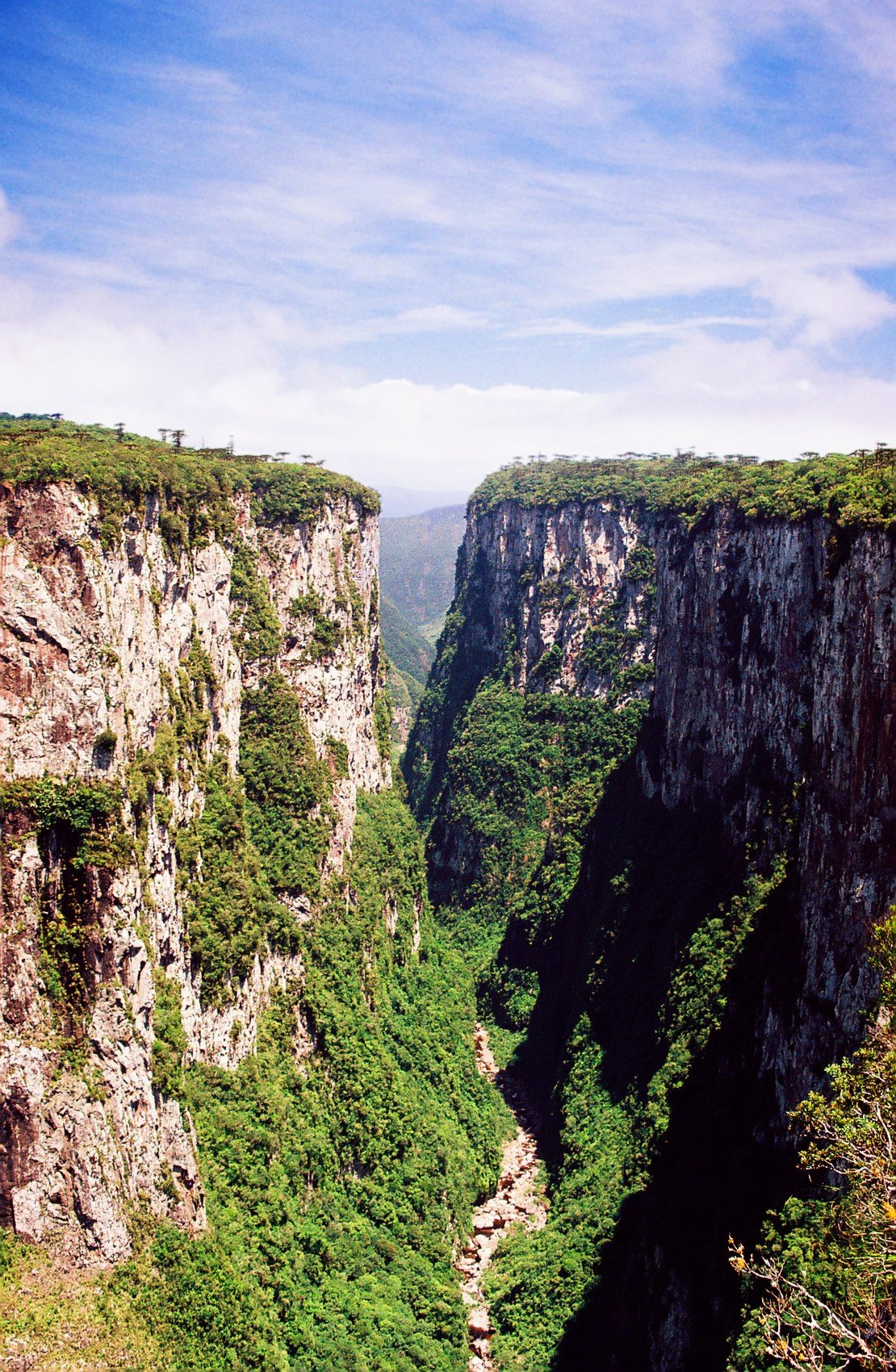
Cañón de Itaimbezinho.

Las ciudades más importantes del estado son: Porto Alegre, Caxias do Sul, Pelotas, Canoas, Río Grande, Santa María, Novo Hamburgo y Passo Fundo. El relieve está constituido por una extensa planicie, dominada al norte por un altiplano. Tiene una superficie de 282.062 km², que en términos de extensión es similar a Ecuador.
La hidrografía de Río Grande del Sur puede ser clasificada en tres grandes regiones: La cuenca del río Uruguay, que tiene como afluente principal al río Uruguay; la Cuenca del Guaíba (donde los afluentes desembocan en el río Guaíba); y la Cuenca del Litoral (cuyas aguas desembocan en la Laguna de los Patos, en la Laguna Merín o simplemente en el océano Atlántico). Entre sus principales ríos se hallan el: Uruguay, Taquarí, Ijuí, Yacuy, Ibicuy, Pelotas, Camacuã y el río dos Sinos.

## Clima
Por su latitud, Río Grande del Sur es el estado brasileño que presenta los valores térmicos más bajos de todo el país, siendo la única zona que percibe un clima templado. Se destacan San José de los Ausentes y Buen Jesús como las ciudades donde se registran las menores temperaturas, pudiendo bajar hasta los -8 °C e incluso menos en invierno, aunque en muy raras ocasiones.
A pesar de que buena parte del estado se encuentra dentro de la zona templada del sur, el clima es predominantemente subtropical húmedo (Cfa, según la clasificación del clima de Köppen). El clima es subtropical altiplano (Cfb) en las zonas más altas. 
Hay cuatro estaciones relativamente bien marcadas, y las precipitaciones están bien distribuidas durante todo el año, pero las sequías ocasionales pueden ocurrir. Los meses de invierno, de junio a septiembre, se caracterizan por las fuertes lluvias y por un viento frío hacia el suroeste, llamado Minuano, que a veces logra bajar la temperatura a bajo cero °C, especialmente en los municipios de montaña, donde pueden ocurrir nevadas. 
La temperatura más baja registrada en el estado fue de -9.8 °C (14 °F) en Buen Jesús, el 1 de agosto de 1955. En el verano, la temperatura sube a 37 °C (99 °F), y las lesiones o problemas de salud relacionados con el calor no son raros.

## Demografía

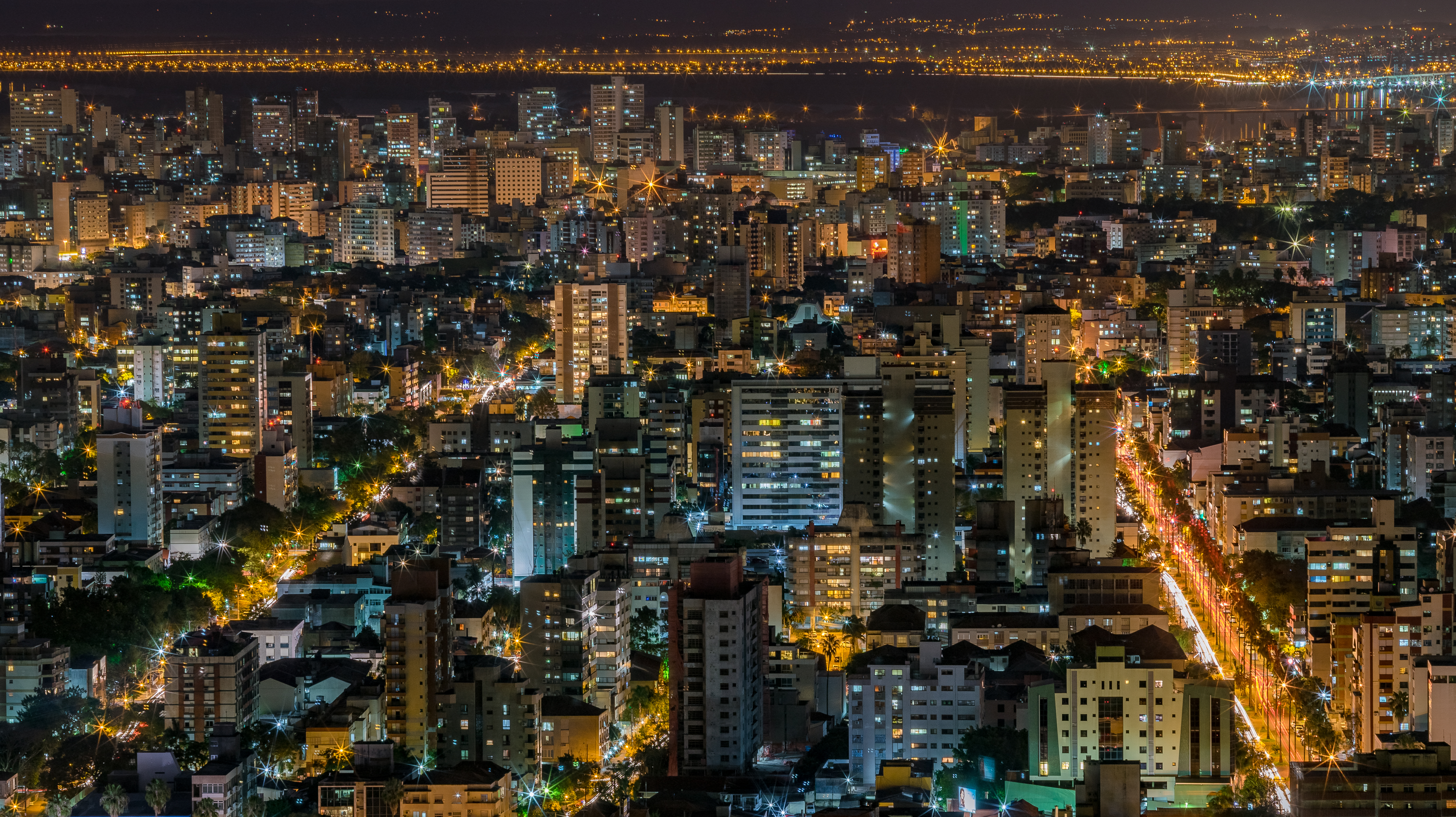
Porto Alegre, capital del estado, en la noche.

Río Grande del Sur es uno de los estados más europeizados de Brasil, y su población proviene en su mayoría de la inmigración y colonización europea del siglo XIX. Los primeros inmigrantes fueron españoles y criollos de la Banda Oriental que por propio interés se aventuraron a adentrarse en esas tierras (España nunca estableció formalmente colonos en el territorio del actual Río Grande del Sur). Tras la toma de las regiones de Río Grande y las Misiones Orientales por Portugal, los luso-brasileños comenzaron a acrecentarse. Ya en el Brasil independiente, la colonización de Río Grande del Sur fue protagonizada por los portugueses, los españoles, italianos y alemanes. Pero además el estado recibió la llegada de inmigrantes polacos, irlandeses, suizos, austriacos, franceses, ingleses, rusos, holandeses, judíos, libaneses, ucranianos, turcos, lituanos, estadounidenses, japoneses, argentinos, uruguayos, chinos, palestinos, egipcios, sirios entre otros.

### Grupos étnicos
La última PNAD (Investigación Nacional por Muestra de Domicilios) contó 8.776.000 personas blancas (80,80%), 1.495.000 personas pardas (multirracial) (13,77%), 529.000 personas negras (4,87%), 43.000 personas amerindias (0,40%), 11.000 personas asiáticas (0,10%).
La gente de ascendencia portuguesa - en su gran mayoría de las Azores - predomina en la región costera. El suroeste, por otra parte, fue poblado originalmente por los indios pampeanos. Al igual que los otros gauchos de la Cuenca del Plata, la población allí fue el resultado de la mezcla de hombres españoles y portugueses con mujeres amerindias con una posible ascendencia predominante española y también un significativo aporte africano, dando lugar a una población que es 81,20% blanca.

## Idiomas minoritarios

Municipios donde el talian es cooficial en Río Grande del Sur.

Además de la lengua portuguesa, en Río Grande se hablan idiomas como caingangue o mbyá-guaraní, entre los pocos indígenas restantes, ubicados en reservas indígenas protegidas por el gobierno.
Una parte considerable de las personas gauchas (en general los descendientes de inmigrantes alemanes e italianos, entre otros) también hablan los siguientes idiomas:
- Riograndenser Hunsrückisch (un idioma regional de América del Sur que se habla en Río Grande durante casi dos siglos por la mayoría de alemanes-gauchos), también conocido como alemán hunsrückisch (dialecto de la región de Hunsrück / Simmern, Alemania). Hoy en día el número de hablantes es de alrededor de 3000000 de personas.

- Plautdietsch o Plattdüütsch, que es un cruce de los dialectos del bajo-alemán en un solo idioma. Se habla en partes de los Países Bajos, en el sur de Dinamarca, en el norte de Alemania, y en el noroeste de Polonia, con su existencia lingüística reconocida oficialmente por la Unión Europea. También es el dialecto hablado en varias regiones de Río Grande, en la pequeña localidad de Doña Otilia, situada en Roque González.

- Plattdeutsch, término utilizado en Alemania para distinguir el Hochdeutsch (alemán formal o normativo) de los dialectos, como todos los mencionados bajo el nombre "Plattdeutsch". El Plattdeutsch o Bajo alemán procede del norte de Alemania.

- Talian, versión gaucha del véneto, hablada principalmente en la región de Caxias, Bento Gonçalves, y otras ciudades y pueblos en la región italiana de Río Grande.

- Español, reconocido constitucionalmente, es bastante hablado en las regiones fronterizas de Río Grande con Argentina y Uruguay. También es usado el "portuñol".

En considerablemente menor medida, existen varios otros grupos de lenguas y dialectos en Río Grande, como el polaco, el lituano, el árabe y el yiddish.

## Economía
La economía del estado se basa en la agricultura (soja, trigo, arroz y maíz, entre otras), en la ganadería y en la industria (de cueros y calzados, alimenticia, textil, maderera, metalúrgica y química). Hay que resaltar el surgimiento de polos tecnológicos importantes en el estado en las décadas de 1990 y el inicio del siglo XXI, en las áreas petroquímicas y la tecnología de la información. La industrialización en el territorio riograndense está elevando su participación en el PIB brasileño, trayendo inversiones, mano de obra e infraestructura al estado. Actualmente, Río Grande del Sur está en cuarto lugar en la lista de estados más ricos del Brasil.

### Agricultura

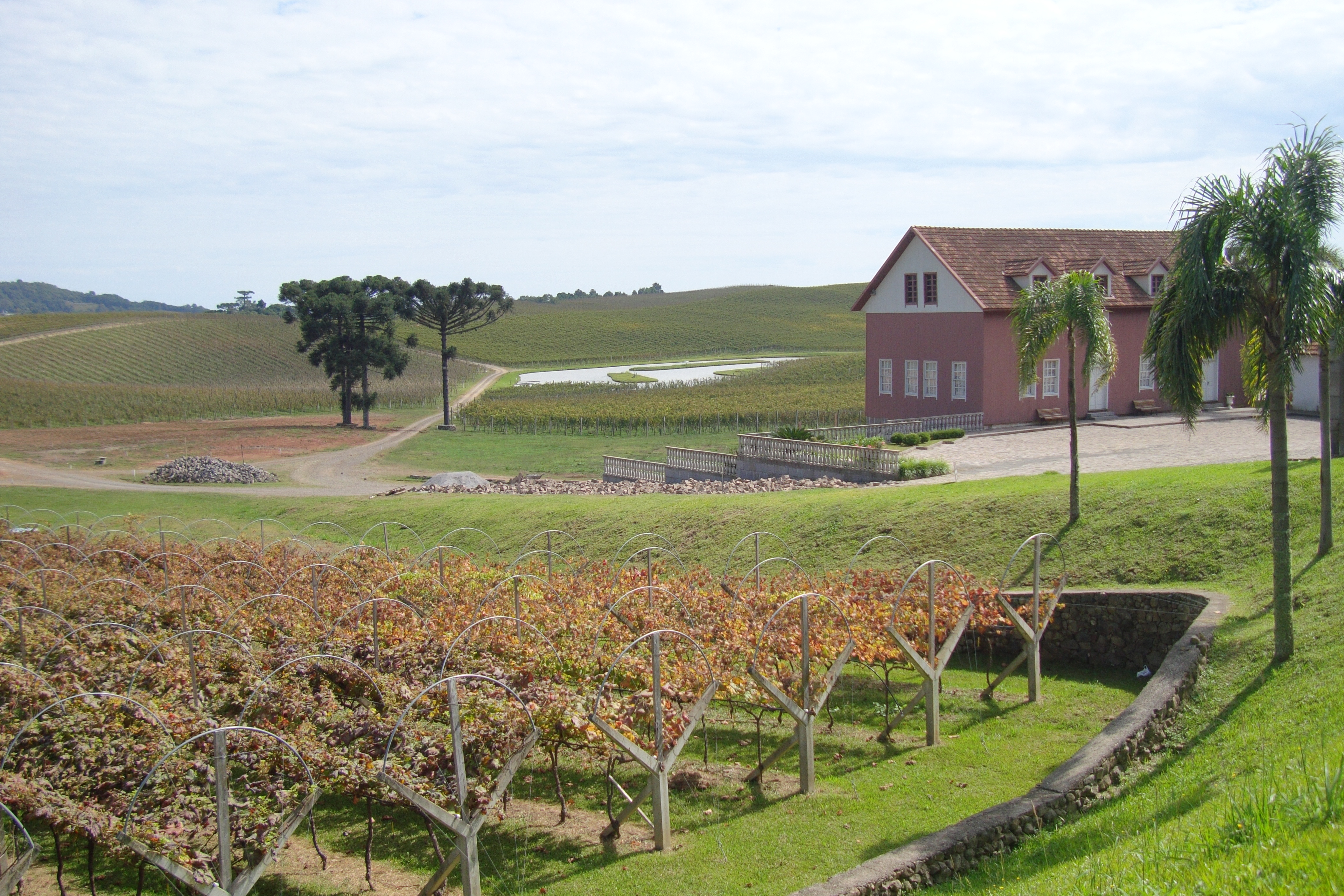
Viñedo en Rio Grande do Sul

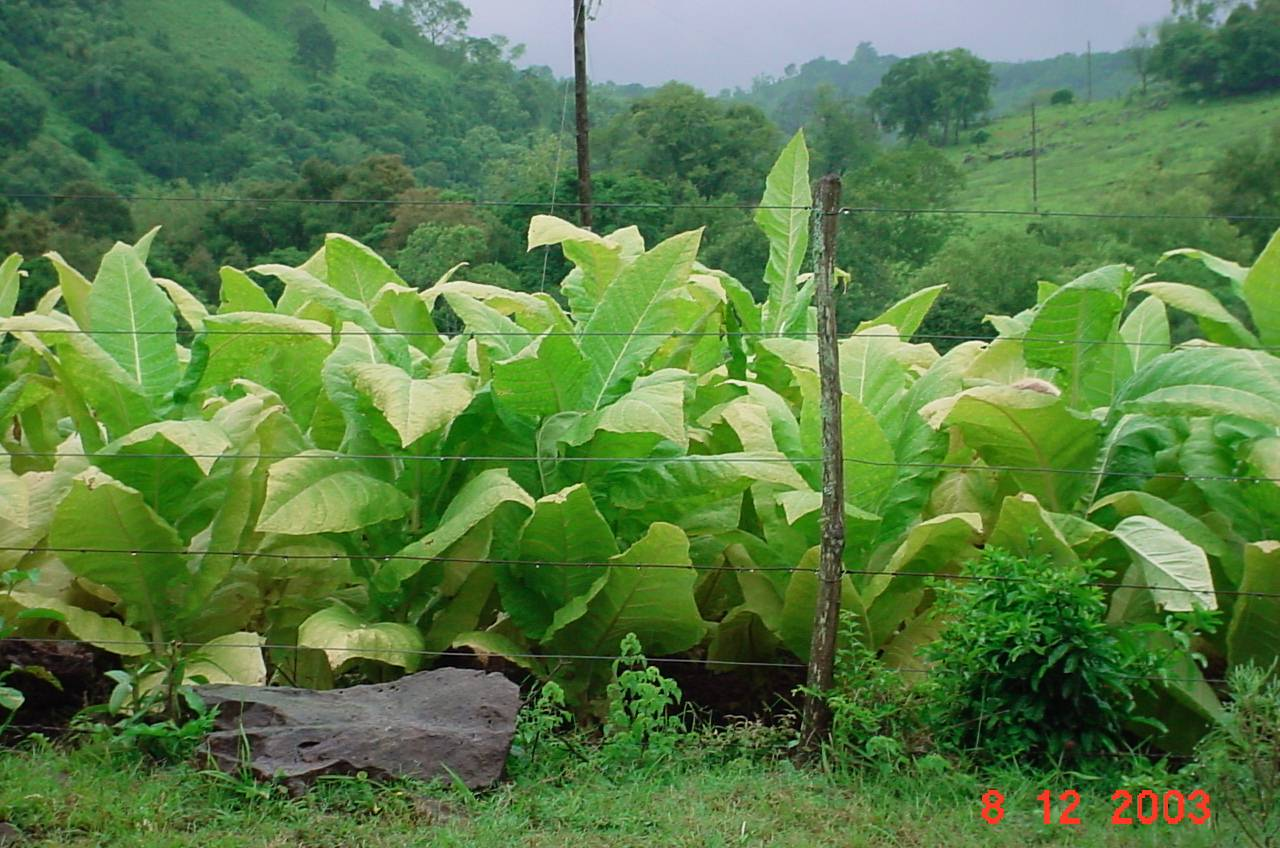
Tabaco en Rio Grande do Sul

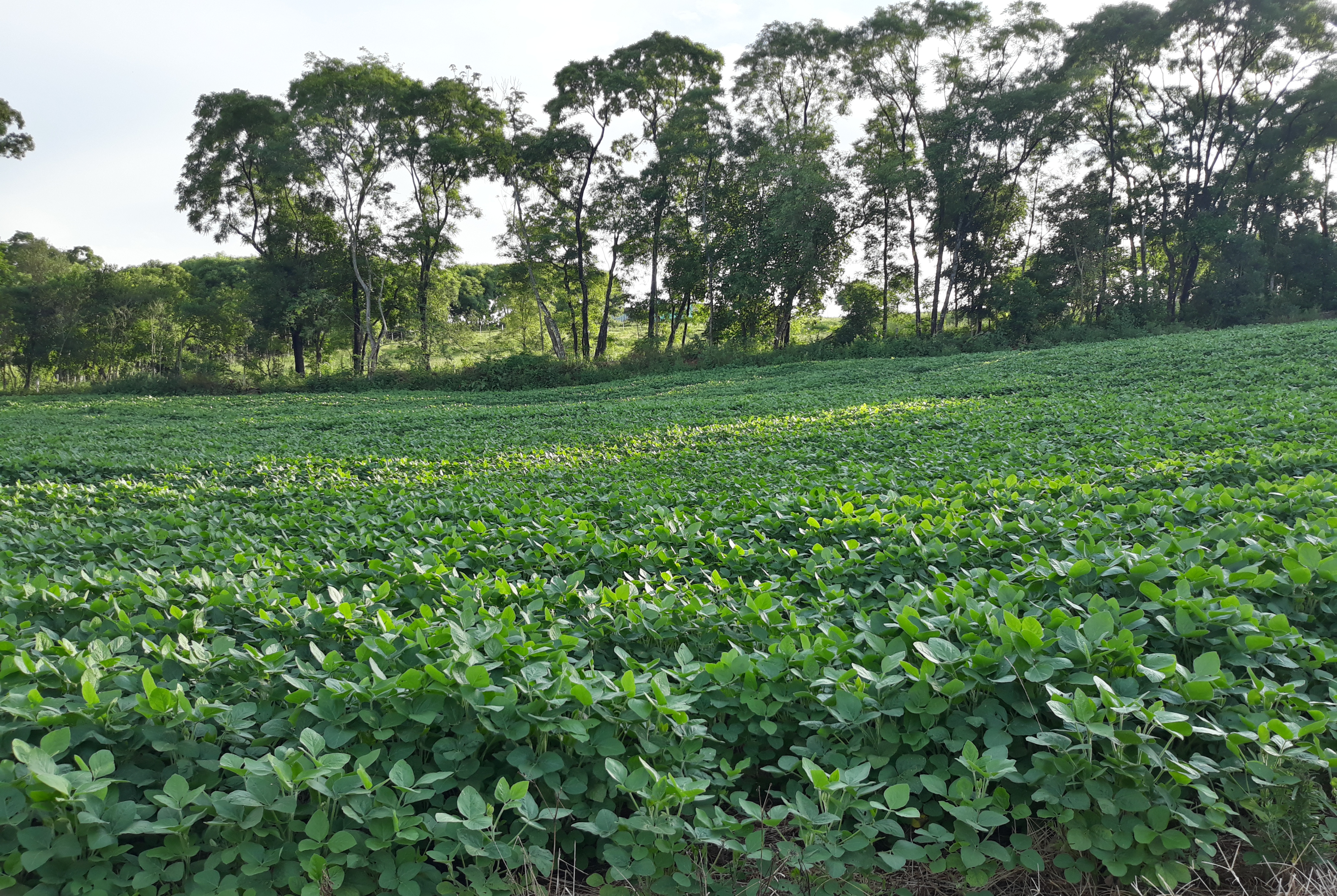
Plantación de soja en Novo Barreiro.

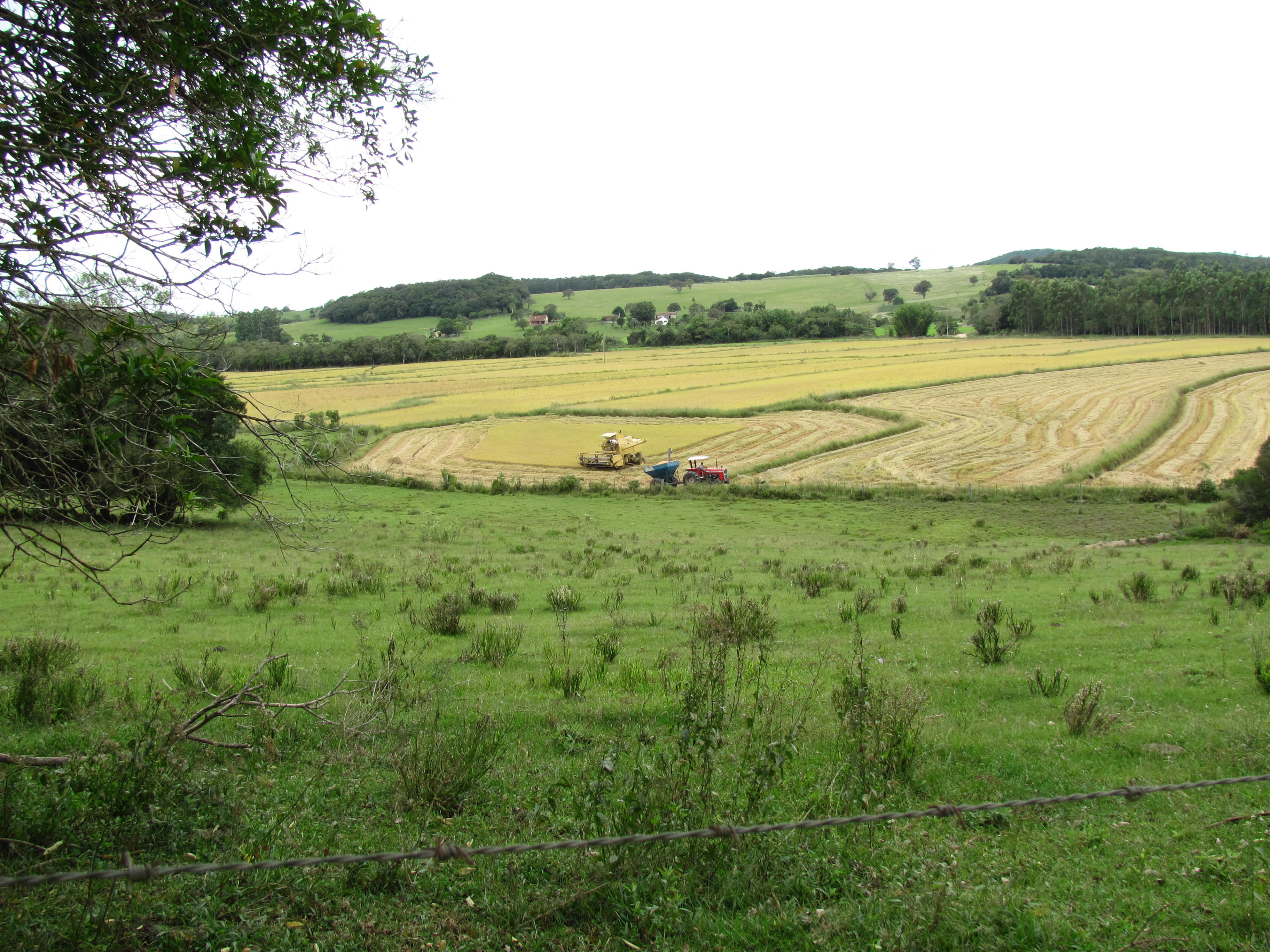
Cultivo de arroz en Mariana Pimentel.

En agricultura, el estado se destaca en la producción de soja, maíz, trigo, arroz, tabaco, uva, manzana, yuca y yerba mate, además de producir avena, cebada, naranja, melocotón, higo, mandarina, caqui y fresa.
En 2020, la Región Sur produjo el 32% del total nacional de cereales, vegetales y semillas oleaginosas. Hubo 77,2 millones de toneladas, el segundo lugar en Brasil, perdiendo solo en el Centro-Oeste. Rio Grande do Sul (14.3%) fue el tercer productor más grande del país.
Rio Grande do Sul es el mayor productor de arroz del país, con el 70.5% de la producción de Brasil, cerca de 7.3 millones de toneladas en 2020.
Rio Grande do Sul es el mayor productor de tabaco en Brasil, y es el mayor exportador del mundo. Brasil es el segundo mayor productor mundial y líder en exportaciones de tabaco desde la década de 1990, con el 98% de la producción brasileña en la Región Sur.
Rio Grande do Sul es responsable del 90% de la producción nacional de uva, y produce el 90% del vino producido en el país, el 85% del vino espumoso y el 90% del jugo de uva, principalmente en el área de Caxias do Sul y sus alrededores: 664,2 mil toneladas en 2018.
En soja, Rio Grande do Sul es el tercer productor más grande del país, con alrededor del 16% de la producción nacional. Produjo 19,3 millones de toneladas. En 2017, también fue el tercer mayor productor de maíz.
Rio Grande do Sul es también el mayor productor nacional de trigo, con 2,3 millones de toneladas en 2019.
La Región Sur también es el mayor productor de avena en Brasil. En 2019, la producción nacional fue cercana a las 800 mil toneladas, casi todas realizadas en el Sur (Paraná y Rio Grande do Sul).
Los tres estados del sur del país son responsables del 95% de la producción nacional de manzana, y Santa Catarina aparece en la parte superior de la lista de producción, disputando con Rio Grande do Sul. Rio Grande do Sul cosecha el 45% de las manzanas brasileñas y es el mayor exportador de manzanas del país. La región cercana a Vacaria es lo más destacado: concentra el 88% de la producción estatal y el 37% de la producción nacional.
En la producción de yuca, Brasil produjo un total de 17,6 millones de toneladas en 2018. El estado fue el cuarto productor más grande del país, con casi 1 millón de toneladas.
Sobre naranja, Rio Grande do Sul fue el quinto productor más grande de Brasil en 2018, con un total de 367 mil toneladas.
Rio Grande do Sul es el mayor productor de duraznos en Brasil, con la mitad del volumen cosechado en Brasil en 2018. También es el mayor productor de higo en el país, según datos de 2018. En 2018, Rio Grande do Sul fue el tercer mayor productor de mandarina en Brasil. Rio Grande do Sul también es responsable del 19% de la producción caqui, siendo el segundo mayor productor nacional. En 2019, en Brasil, había un área de producción total de alrededor de 4 mil hectáreas de fresa. Rio Grande do Sul fue el tercer productor más grande.
En 2019, Brasil produjo alrededor de 900 mil toneladas de yerba mate anualmente. Paraná es el mayor productor en volumen y Rio Grande do Sul en las áreas de plantación (y donde el sector está más industrializado). Según datos de 2017, Paraná cosechó 301 mil toneladas de yerba mate por método extractivo, mientras que Rio Grande do Sul cosechó 17 mil toneladas. Por otro lado, mientras los gauchos cosecharon 302 mil toneladas de hierba plantada, el Paraná cosechó 237 mil toneladas con este método. El potencial productivo de la yerba mate todavía está poco explorado en Brasil, con una buena parte de la cosecha realizada por el sistema extractivo y con bajos niveles de productividad. Sin embargo, muchos nuevos productores están adoptando sistemas de producción más profesionales y eficientes, con agudeza técnica de gestión y visión de mercado globalizada. Esto tiende a aumentar la exportación de Brasil de este producto.

### Ganado

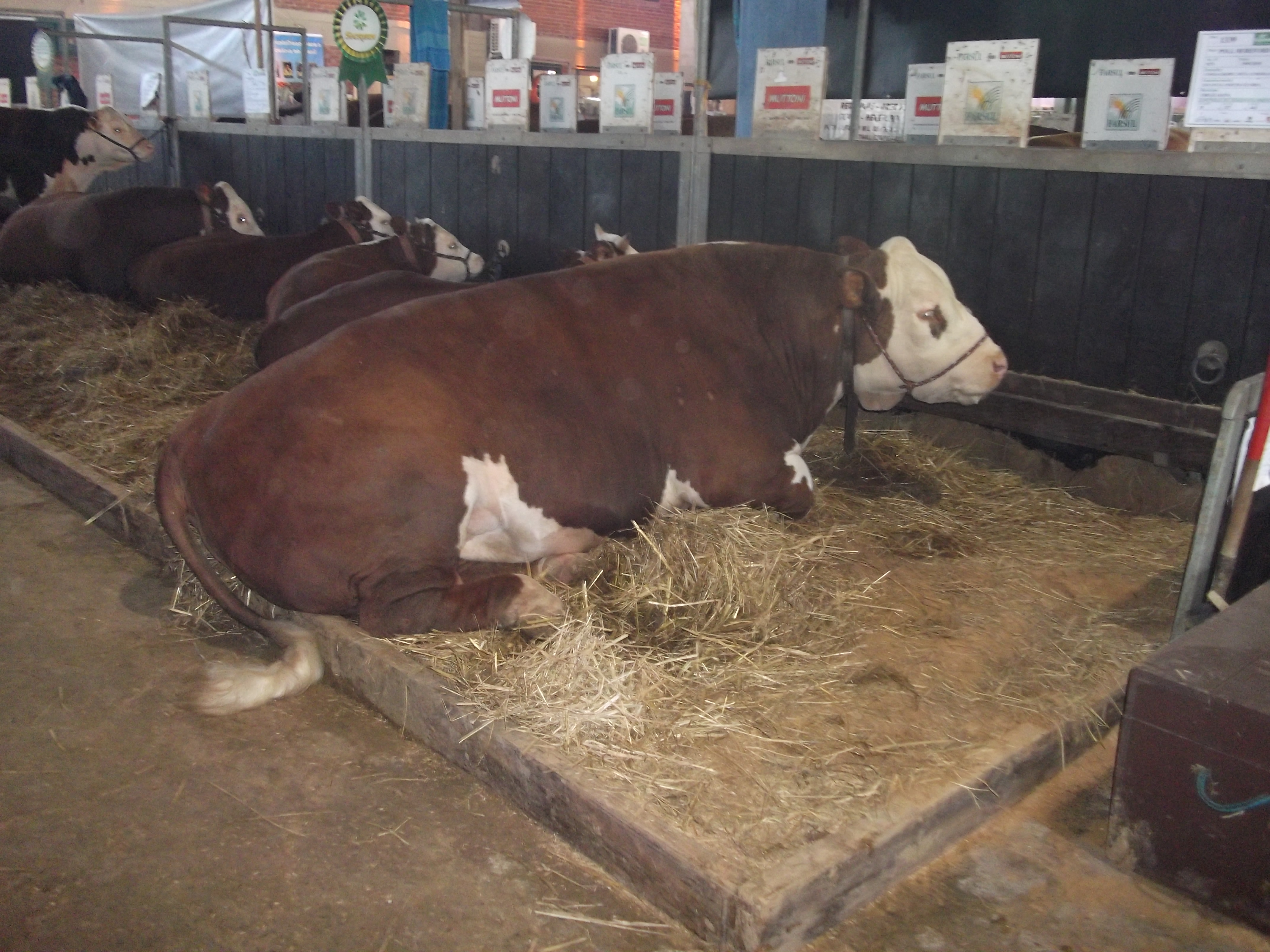
Expointer en Esteio es considerada la feria ganadera más grande de América Latina.

En 2018, el rebaño de vacuno del estado tenía 12.5 millones de cabezas, séptimo lugar en el país, 6.5% del rebaño de ganado de Brasil.
En 2019, Rio Grande do Sul produjo un total de 4.5 mil millones de litros de leche, lo que lo convierte en el tercer productor más grande del país, con el 13.0% del total del país.
En cría de ovejas, en 2017, la Región Sur fue la segunda más grande del país, con 4.2 millones de cabezas. Rio Grande do Sul tiene el 94% de la producción de lana del país.
En carne de cerdo, los 3 estados del sur son los mayores productores del país. Brasil tenía 41,1 millones de cabezas en 2017. Rio Grande do Sul (14,6%) es el tercer mayor productor.

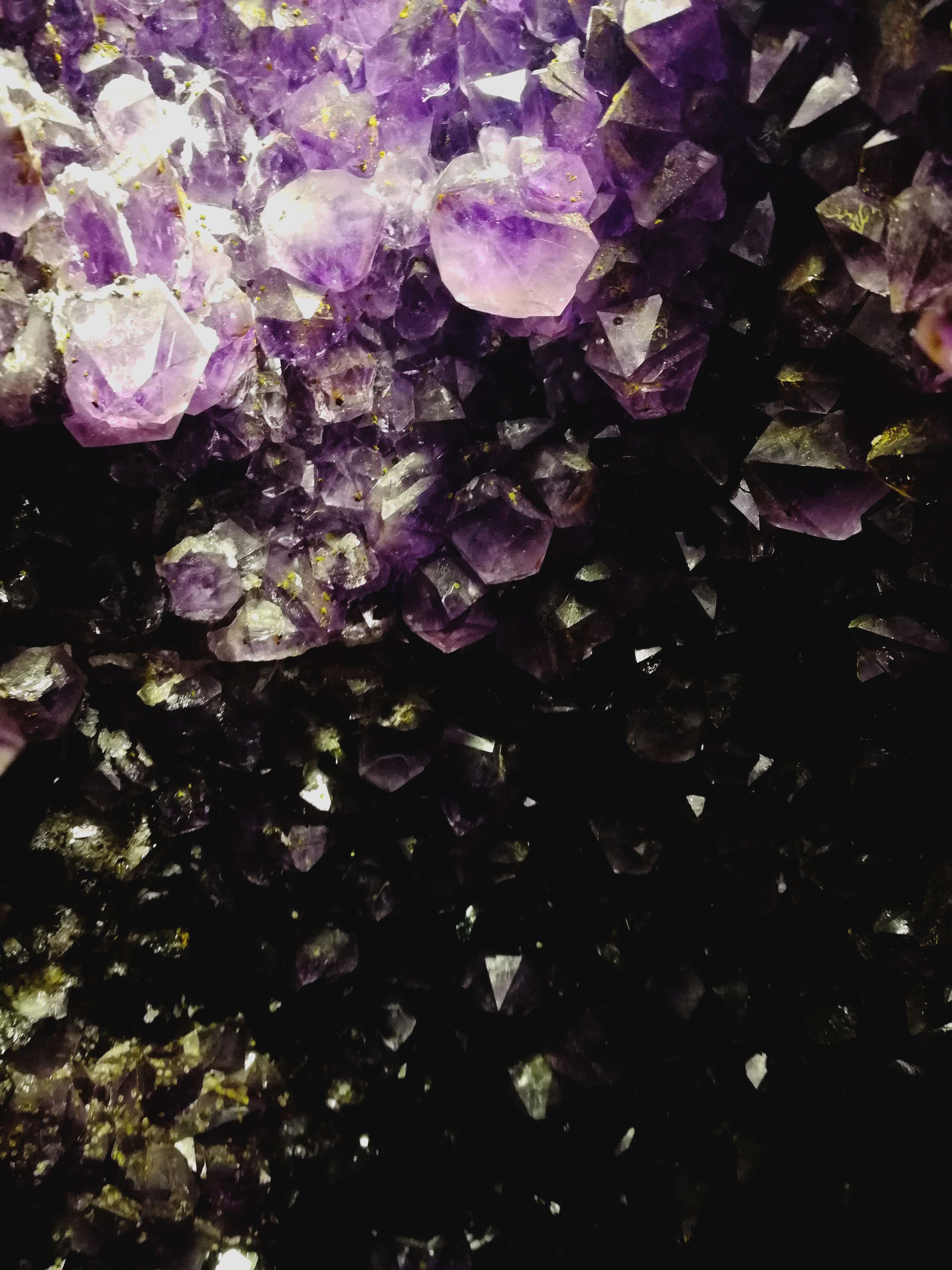
Amatista en Ametista do Sul

El rebaño brasileño de aves de corral, en 2018, era del orden de 1500 millones de cabezas. En 2017, los principales estados productores de aves de corral en Brasil fueron Paraná (25.3%), São Paulo (14.0%) y Rio Grande do Sul (11.0%). En términos de pollo, en 2017 había 242.8 millones de cabezas en el país. Entre los estados que fueron los mayores productores, São Paulo lideró con 21.9%, seguido por Paraná (10.1%) y Rio Grande do Sul (8.8%). En la producción de huevo, el estado ocupa el quinto lugar en Brasil, con el 8% de la producción nacional. Hubo 354 millones de docenas en 2018.
La región sur fue el principal productor de miel en el país en 2017, representando el 39.7% del total nacional. Rio Grande do Sul fue el mayor productor del país, con un 15,2%.

### Minería
En cuanto a la minería, el estado es un importante productor de piedras preciosas. Brasil es el mayor productor mundial de amatista y ágata, y Rio Grande do Sul es el mayor productor del país. Agate tiene extracción local desde 1830. El mayor productor de amatista en Brasil es la ciudad de Ametista do Sul. Esta piedra era muy rara y costosa en todo el mundo, hasta el descubrimiento de grandes depósitos en Brasil, lo que provocó una caída considerable de su valor.

### Industria

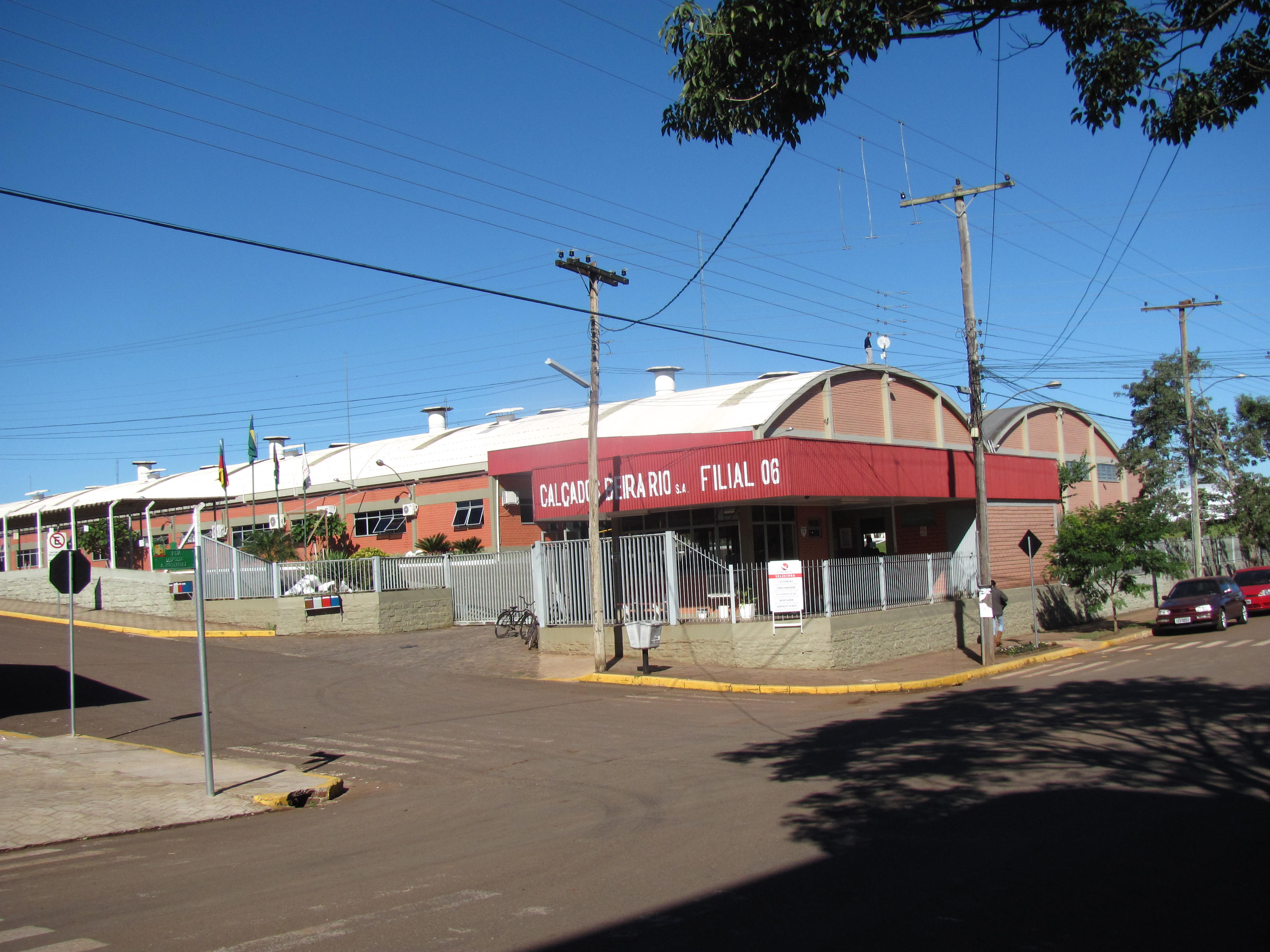
Zapatos Beira Rio, en Mato Leitão. Uno de los mayores fabricantes de calzado del país.

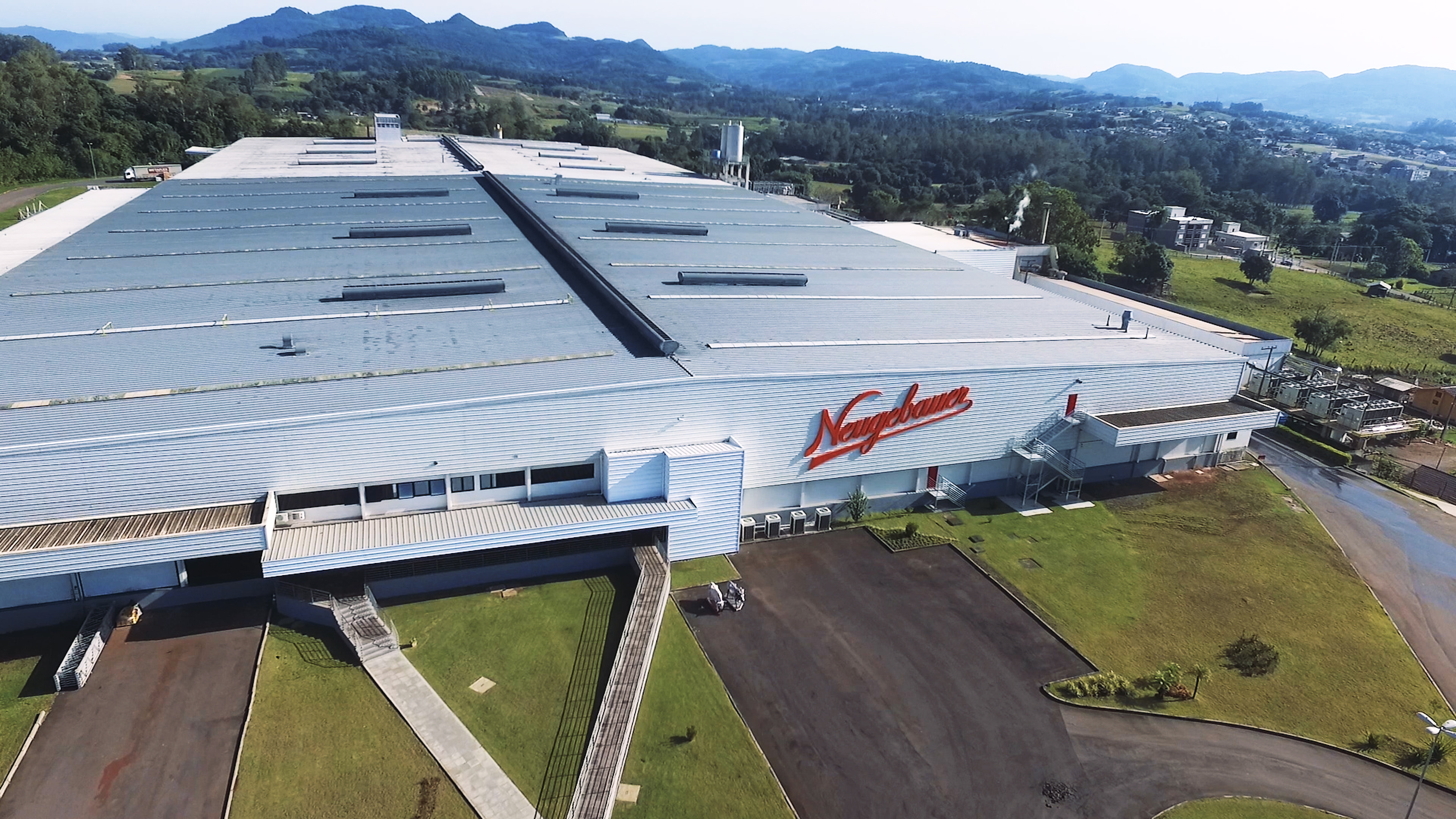
Sede de Neugebauer en Arroio do Meio.

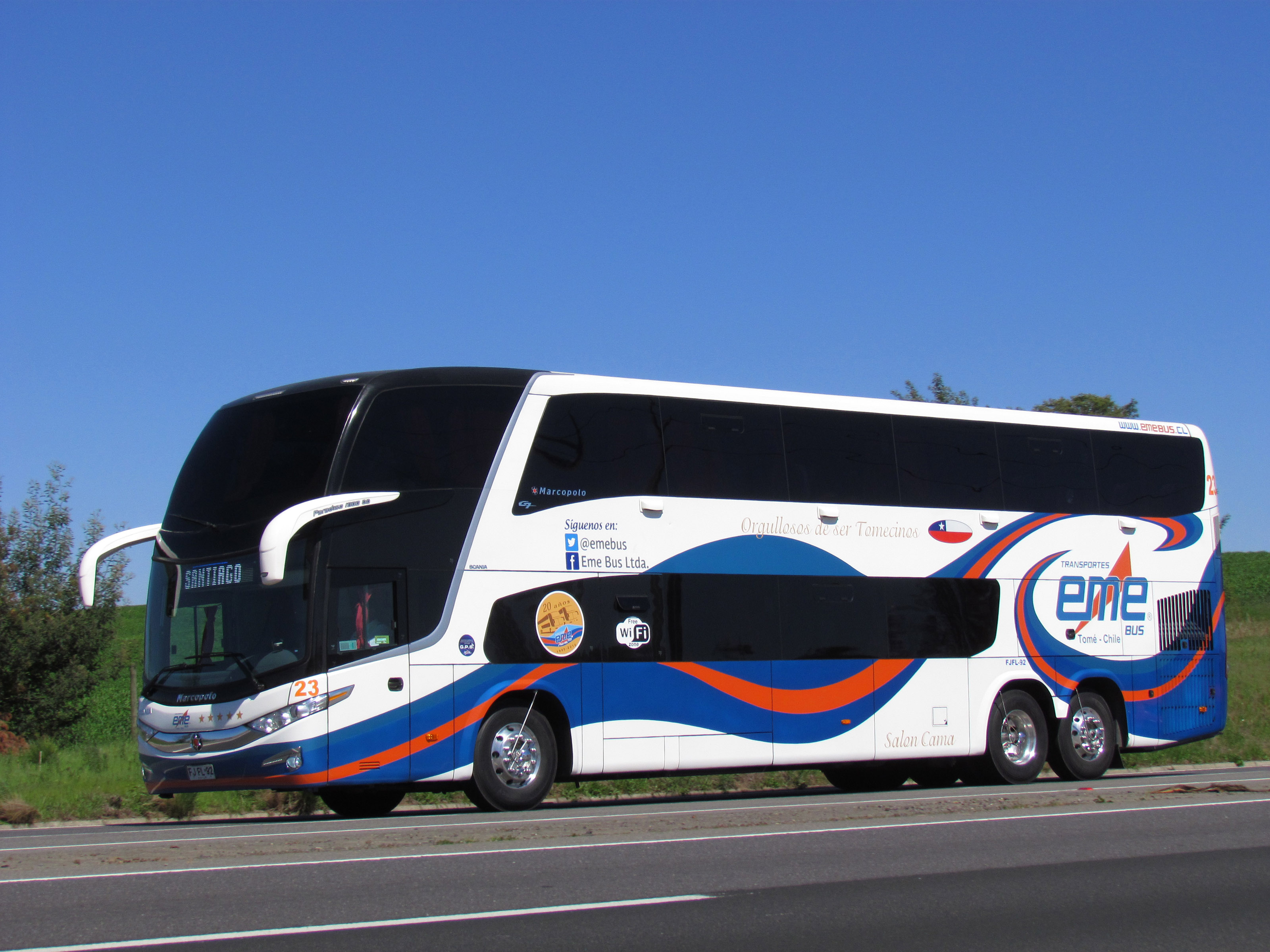
Marcopolo S.A. es un fabricante mundial de autobuses y autocares con sede en Caxias do Sul.

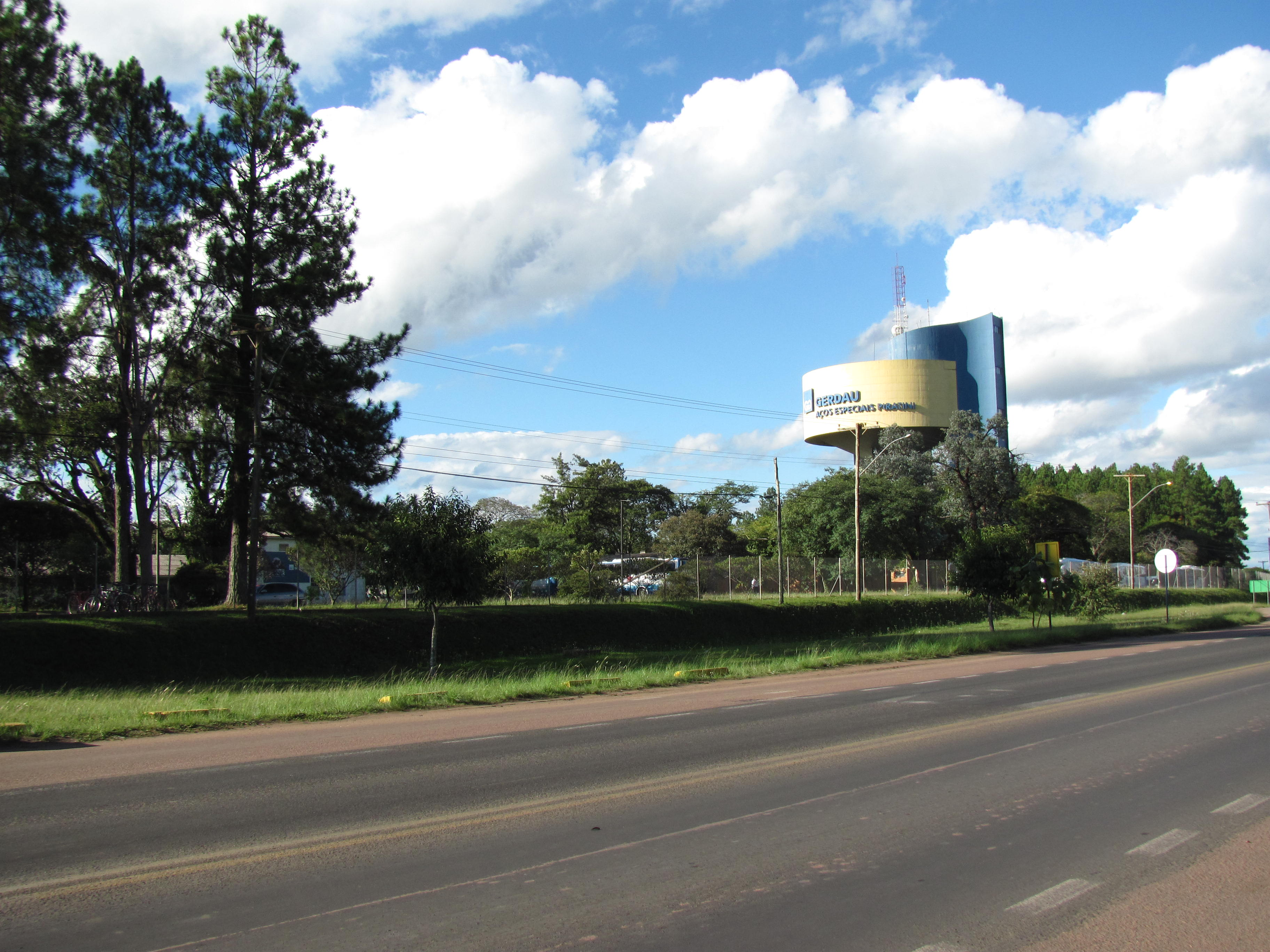
Planta de Gerdau en Charqueadas.

Acerca de industria, Rio Grande do Sul tuvo un PIB industrial de R $ 82,1 mil millones en 2017, equivalente al 6,9% de la industria nacional. Emplea a 762,045 trabajadores en la industria. Los principales sectores industriales son: construcción (18,2%), alimentos (15,4%), servicios públicos de servicios industriales, como electricidad y agua (9,8%), productos químicos (6,8%) y maquinaria y equipo (6,6%). Estos 5 sectores concentran el 56.8% de la industria del estado.
En el sector automotriz, el estado tiene una planta de GM.
El sector del calzado de cuero (Industria del calzado) se destaca particularmente en Novo Hamburgo, Sapiranga y Campo Bom, y en prácticamente todos los demás municipios de Vale dos Sinos. En 2019, Brasil produjo 972 millones de pares. Las exportaciones fueron de alrededor del 10%, llegando a casi 125 millones de pares. Brasil se encuentra en la cuarta posición entre los productores mundiales, detrás de China (que produce más de diez mil millones de pares), India y Vietnam, y en el puesto 11 entre los mayores exportadores. El mayor polo de producción en Brasil se encuentra aquí. El estado brasileño que más exporta el producto es Rio Grande do Sul: en 2019 exportó US $ 448.35 millones. La mayoría del producto va a Estados Unidos, Argentina y Francia. El consumo interno absorbe una gran parte de la producción. El estado ha creado o creado algunas de las fábricas más importantes de Brasil en el sector.
En Industria alimentaria, en 2019, Brasil fue el segundo mayor exportador de alimentos procesados del mundo, con un valor de U $ 34,1 mil millones en exportaciones. Los ingresos de la industria brasileña de alimentos y bebidas en 2019 fueron de R $ 699,9 mil millones, el 9,7% del producto interno bruto del país. En 2015, el sector industrial de alimentos y bebidas en Brasil comprendía 34.800 empresas (sin contar las panaderías), la gran mayoría de las cuales eran pequeñas. Estas compañías emplearon a más de 1,600,000 trabajadores, convirtiendo a la industria de alimentos y bebidas en el mayor empleador en la industria manufacturera. Hay alrededor de 570 grandes empresas en Brasil, que concentran una buena parte de los ingresos totales de la industria. Rio Grande do Sul creó compañías de alimentos de importancia nacional como la fábrica de chocolate Neugebauer; Vinícola Aurora y Vinícola Salton, dos de las bodegas más grandes del país. y Camil Alimentos, propietaria de la marca Açúcar União (la marca de azúcar más famosa del país), Arroz Carretero (una de las marcas de arroz más famosas de Brasil), entre otros.
La industria mecánica y metalúrgica también alcanza una expresión considerable, especialmente en Porto Alegre, Novo Hamburgo, São Leopoldo y Canoas, además de Gravataí, Sapucaia do Sul, Esteio y Sapiranga, que tienen grandes empresas en el sector y que también pertenecen a la Región Metropolitana de Porto Alegre. A estos centros se une São Jerônimo, que alberga la planta siderúrgica Charqueadas. La acería Aços Finos Piratini está ubicada en Charqueadas, que pertenece a Gerdau. Está orientado principalmente a servir a la industria automotriz.
En el negocio metalúrgico, el estado tiene una de las compañías más famosas del país, Tramontina, originaria de Rio Grande do Sul y famoso fabricante de cuchillos, sartenes, palas y diversos utensilios, que tiene más de 8.500 empleados y 10 unidades de fabricación. Otras compañías famosas en el estado son Marcopolo, un fabricante de carrocerías de autobuses, que tenía un valor de mercado de R $ 2.782 mil millones en 2015, y Randon, un grupo de 9 compañías especializadas en soluciones para el transporte, que reúne a fabricantes de vehículos, autopartes y equipos de carretera: emplea a alrededor de 11,000 personas y registró ventas brutas en 2017 de R $ 4,2 mil millones.
Otra área industrial es la llamada región de colonización antigua, en la cual los municipios de Caxias do Sul, Garibaldi, Bento Gonçalves, Flores da Cunha, Farroupilha y Santa Cruz do Sul están integrados. La actividad de fabricación está marcada por la producción de vino y el procesamiento de productos agropastorales, como cuero, manteca, maíz, trigo y tabaco;
En el resto del estado hay varios centros industriales dispersos, todos vinculados al procesamiento de materias primas agropastorales. En este grupo, Erechim, Passo Fundo, Santa María, Santana do Livramento, Rosário do Sul, Pelotas, Río Grande y Bagé se destacan.

## Turismo

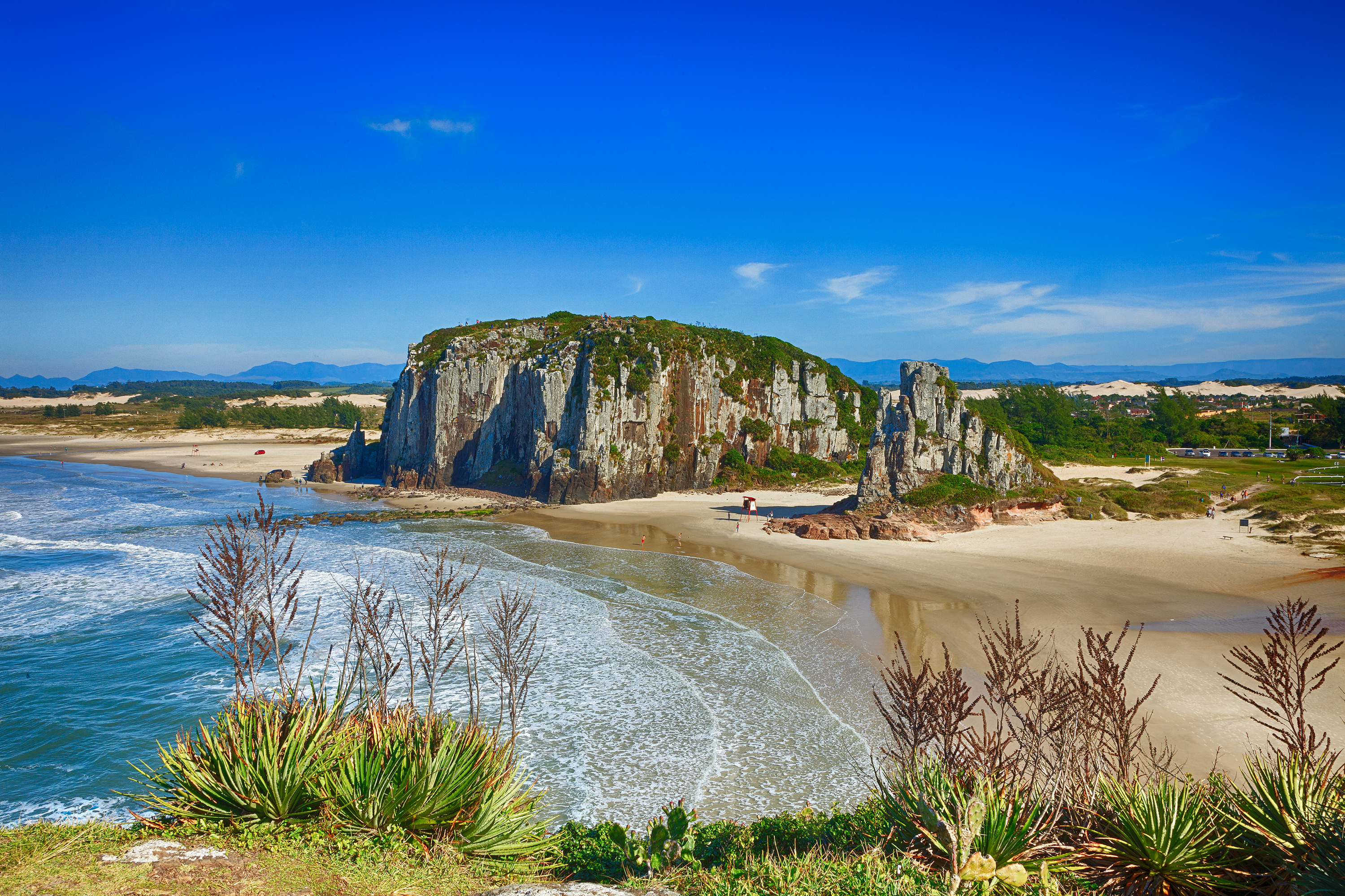
Playa de Guarita en Torres.

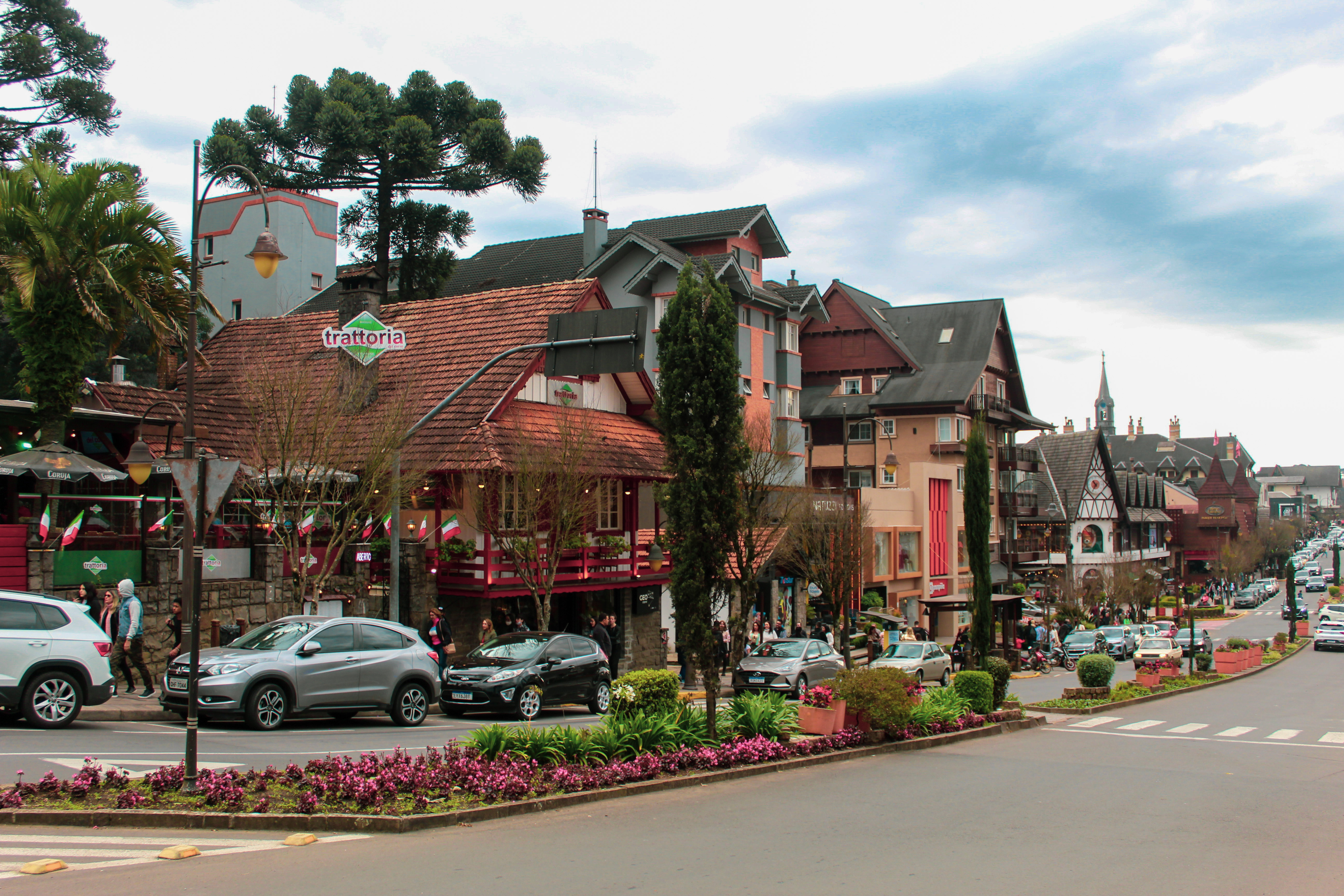
Gramado.

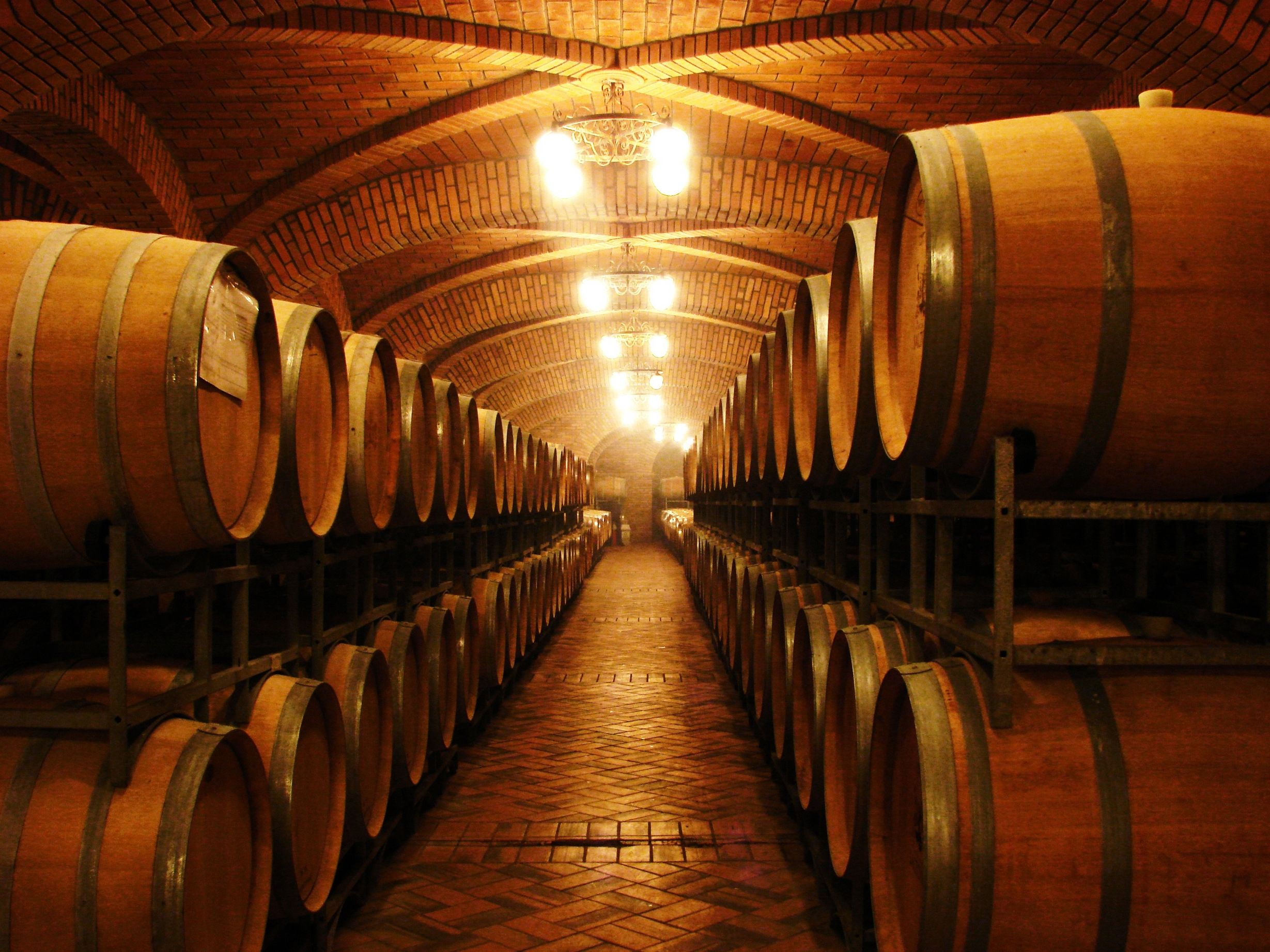
Enoturismo en Bento Gonçalves.

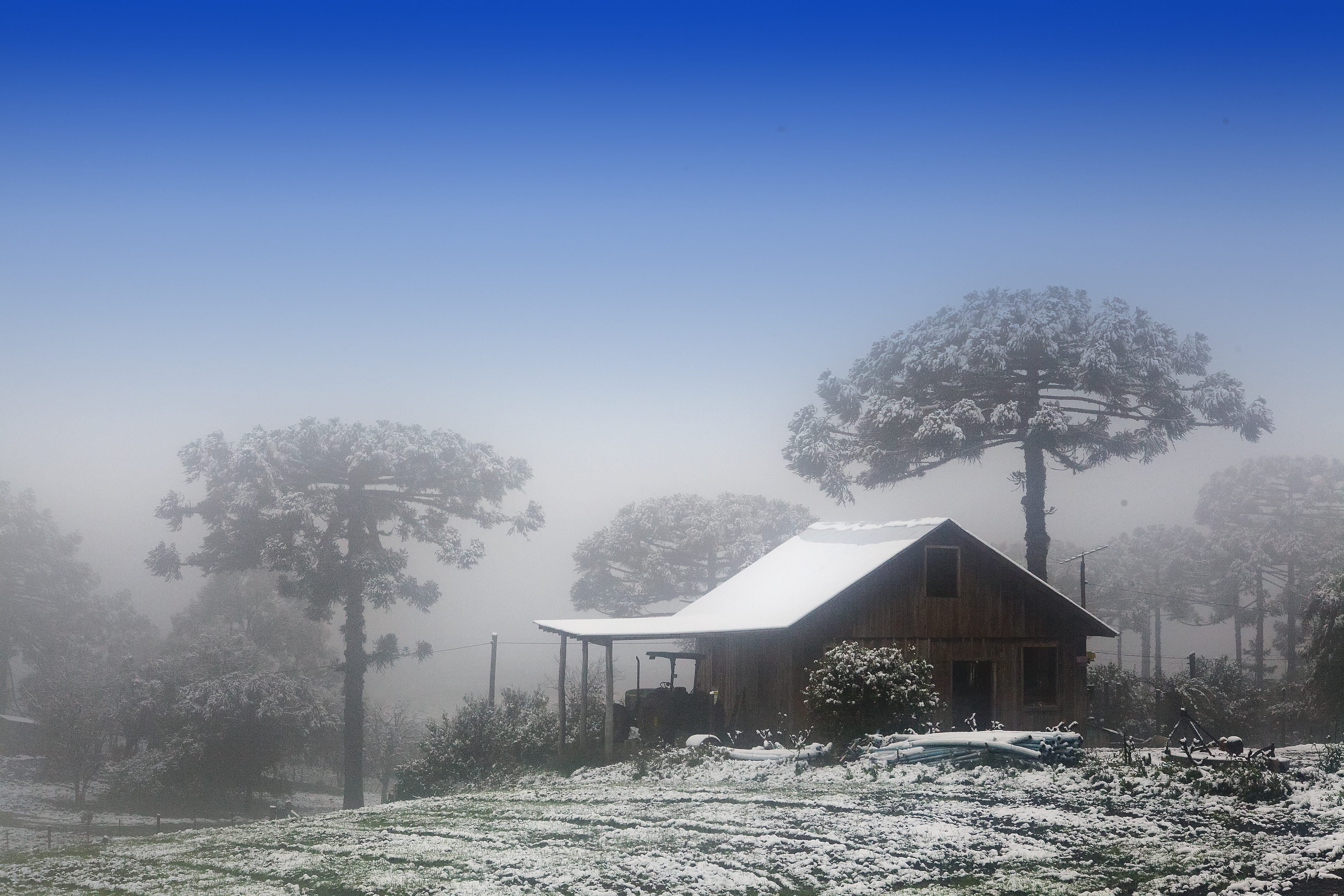
Nieve por Caxias do Sul.

El turismo de alto nivel es muy fuerte en las ciudades alemanas de Gramado (cuarta ciudad más visitada del país en términos de turismo interno) y en la vecina Canela; el clima frío, la gastronomía y numerosas instalaciones de ocio son algunos de sus atractivos para el turismo doméstico. El turismo también es importante en las regiones vitivinícolas del estado, principalmente Caxias do Sul y Bento Gonçalves. El estado también alberga la histórica São Miguel das Missões, las ruinas de una misión jesuita del siglo XVIII. El estado de Rio Grande do Sul y sus ciudades han desarrollado una serie de rutas escénicas para atraer turistas. La Ruta Romántica es un recorrido turístico popular que muestra la diversidad de la cultura germánica en las regiones montañosas del estado conocido como Serra Gaúcha. Puede visitar las colonias italianas del estado a lo largo de Caminhos da Colônia, visitar la región vinícola a lo largo de la Ruta del Vino y la Uva, y visitar una subsección de la Ruta Romántica llamada Región de las Hortensias, una región llena de hortensias azules cada primavera.
El Vale do Paranhana, en municipios como Igrejinha, Parobé, Taquara, Riozinho, Rolante y Três Coroas, ofrece actividades al aire libre abiertas desde caminatas hasta actividades extremas en medio de la Mata Atlántica, como canotaje en los ríos.
La costa gaucha también tiene algunos balnearios populares, como  Torres, Capão da Canoa y Terra de Areia.

## Infraestructura

### Carreteras

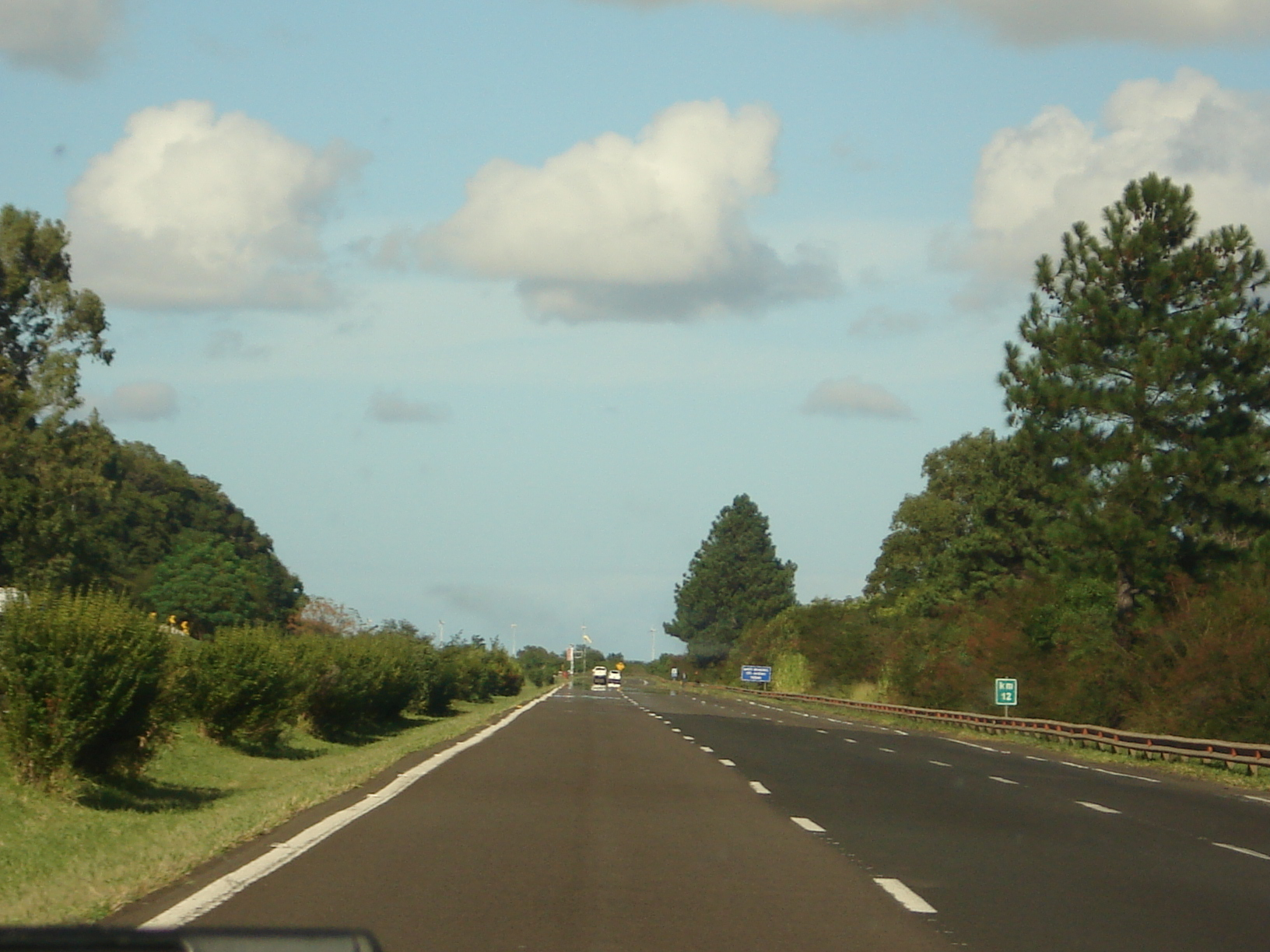
BR-290 cerca de Porto Alegre, con 3 carriles en cada sentido. Tramo conocido como Freeway

En junio de 2022, Rio Grande do Sul contaba con 153,960 km de carreteras (bajo jurisdicción nacional, estatal o municipal), de los cuales 13,056 km estaban pavimentados, y de estos, 638 km eran carreteras duplicadas. Las principales carreteras son: BR-101, BR-116, BR-153, BR-158, BR-163, BR-285, BR-287, BR-290, BR-293, BR-386, BR-392 y BR-471. Después de décadas de escasas inversiones de los sucesivos gobiernos del estado de Rio Grande do Sul, cuenta actualmente con una red vial deficiente y una de las peores de la mitad sur del país: en 2020, todavía quedaban 54 ciudades sin acceso asfaltado (São Paulo, Río de Janeiro, Santa Catarina y Mato Grosso do Sul tenían al mismo tiempo el 100% de las ciudades con acceso asfaltado, Paraná y Minas Gerais tenían casi el 100%. El Estado también tiene pocas carreteras duplicadas, la mayoría en las afueras de la capital Porto Alegre, la mayoría de los cuales pertenecen al Gobierno Federal; a pesar de la gran cantidad de carreteras estatales, el Gobierno del Estado hizo poco en este campo. La situación recién comenzó a cambiar en 2019, cuando el Estado llevó a cabo un plan de saneamiento económico y financiero y lanzó un programa específico destinado a recuperar y evolucionar la red vial del estado. Este año, 62 municipios aún no tenían acceso al asfalto: el proyecto era llegar en 2023 con 22 municipios sin acceso. Las concesiones de carreteras en poder de Rio Grande do Sul, como BR-287 y BR-386, realizadas al mismo tiempo, tienen como objetivo duplicar las porciones otorgadas de estas carreteras para 2035. Actualmente se están duplicando 211 km de la BR-116 entre Guaíba y Pelotas, y en 2021 ya había 131 km duplicado.

### Puertos

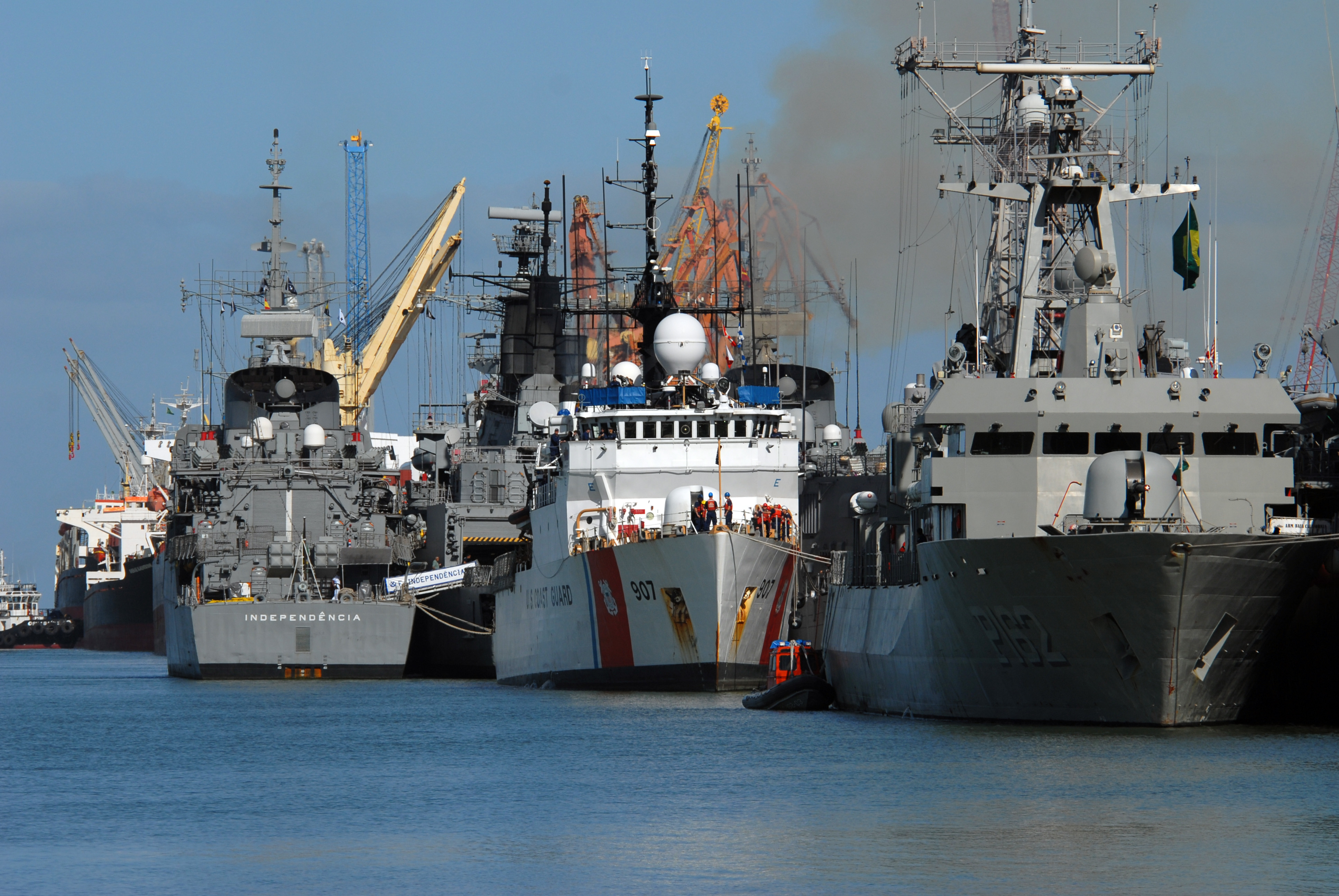
Puerto de Río Grande.

El Puerto de Río Grande es de gran importancia para el Mercosur, y también el principal punto de multimodalidad en el estado, provocando que parte del sistema vial y ferroviario se concentre en el Puerto de Río Grande. Los principales puertos son: Puerto de Río Grande, Puerto de Porto Alegre, Puerto de Pelotas y Puerto de Estrela. Las terminales portuarias de Río Grande, Porto Alegre y Pelotas manejaron, en 2021, 47,6 millones de toneladas de carga, 45,18 millones solo en el Puerto de Río Grande.

### Aeropuertos internacionales

#### Porto Alegre

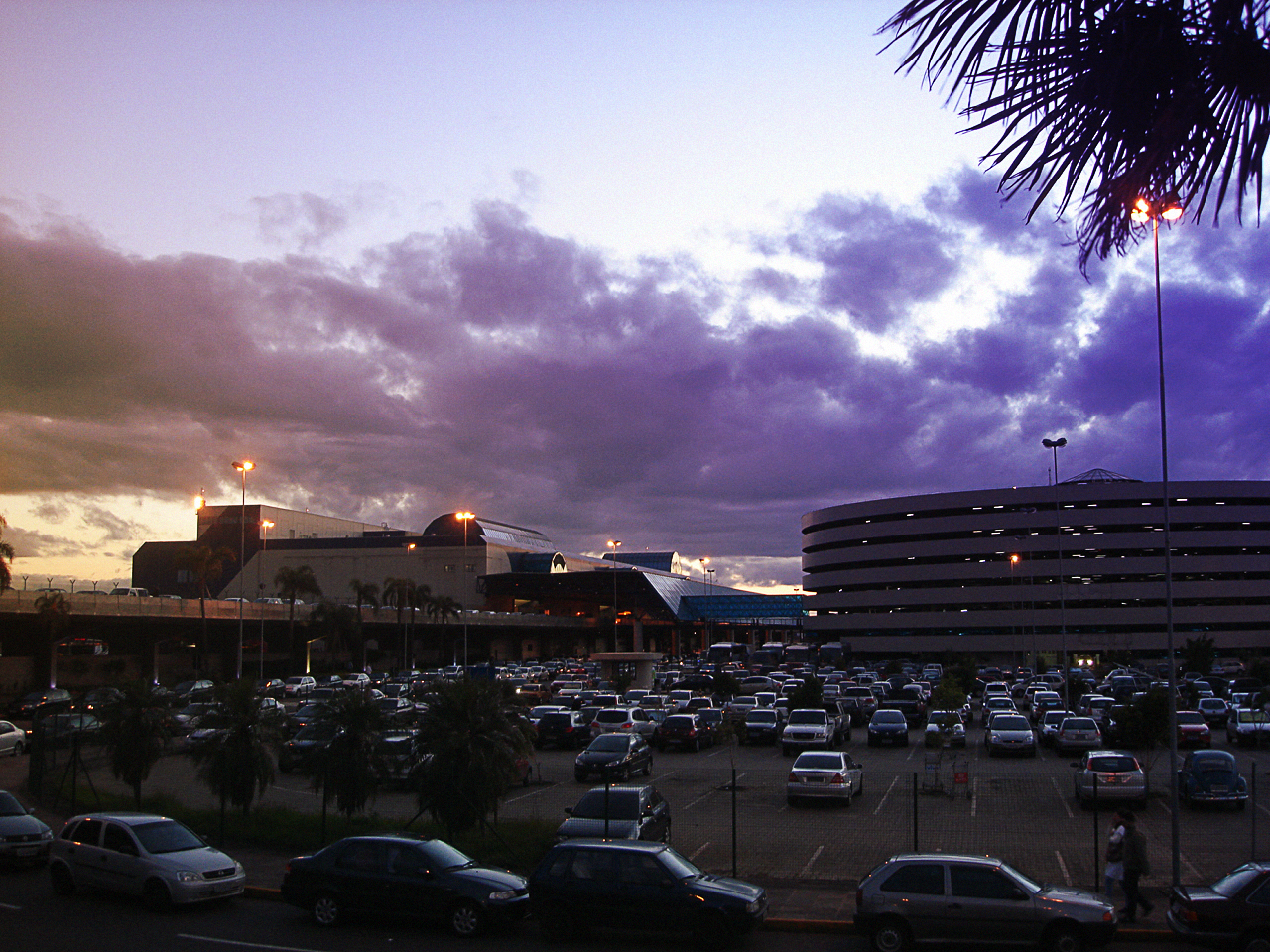
Atardecer en el Aeropuerto Internacional Salgado Filho.

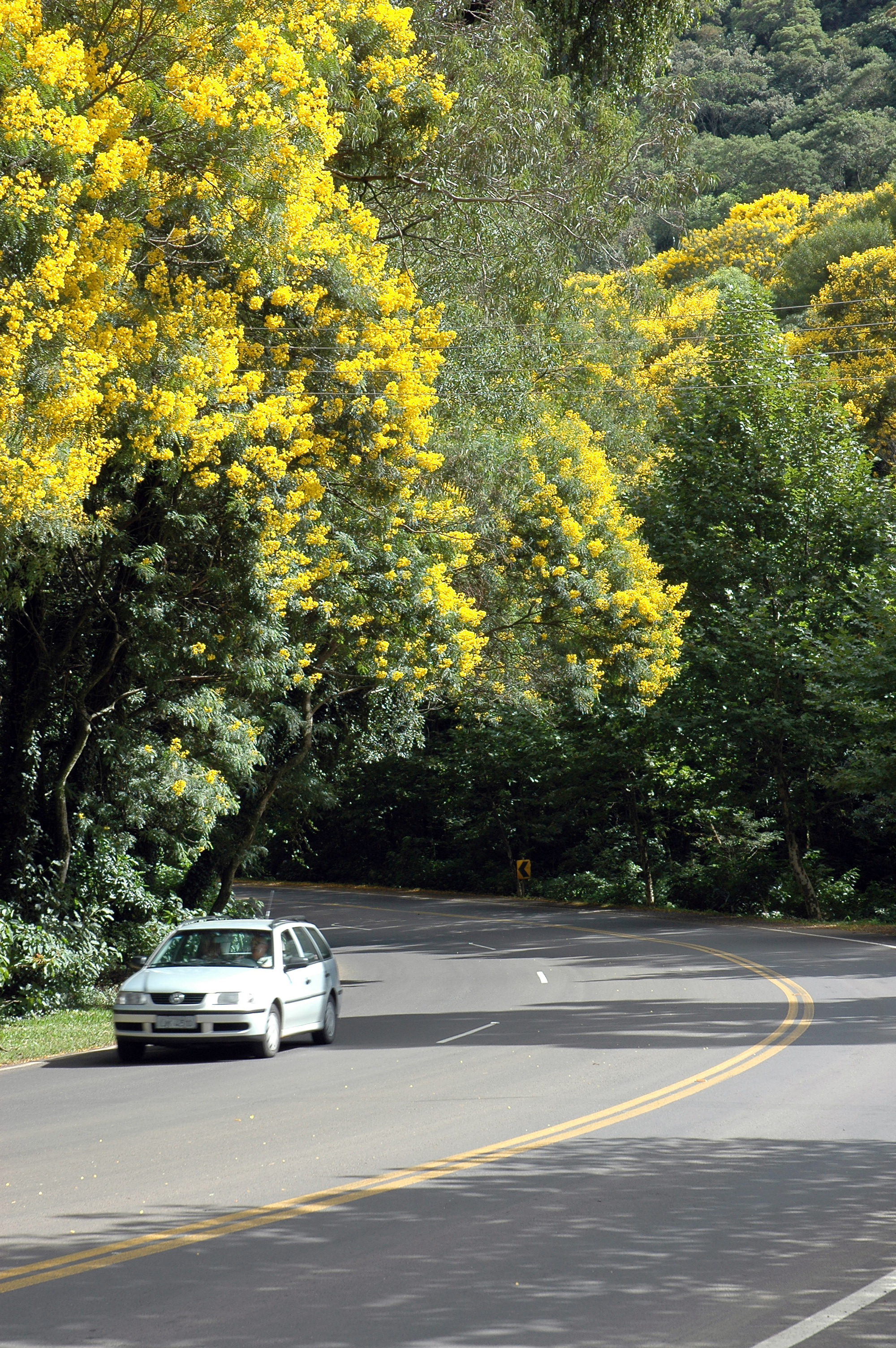
Autopista BR-116 en Ivoti.

Con 37,6 mil metros cuadrados de área construida y cuatro niveles, la terminal de pasajeros del Aeropuerto Internacional Salgado Filho puede recibir 28 aviones de gran porte simultáneamente.
La terminal cuenta con 32 mostradores de facturación, diez pasarelas de embarque, nueve ascensores y diez escaleras mecánicas. Cuenta con un centro de control de movimiento de aeronaves totalmente automatizado y los espacios principales están climatizados.
La plataforma, revestida con hormigón pretensado, puede servir a aviones jumbo como el Boeing 747-400. La estructura de cocheras tiene ocho niveles, 44 mil metros cuadrados y 1.440 estacionamientos.
Otra terminal, con 15 mil metros cuadrados y capacidad para 1,5 millones de pasajeros al año, atiende aviación general, ejecutiva y de tercer nivel (aviones convencionales de pistón y turbohélice).
El aeropuerto de Porto Alegre fue el primero administrado por Infraero en tener check-in integrado. Este servicio ofrece flexibilidad en el uso de las instalaciones y las instalaciones de la terminal, lo que permite a los transportistas acceder a sus propios centros de datos a través de computadoras de uso compartido desde cualquier posición del mostrador check-in. Esto hace que sea mucho más fácil asignar el espacio del mostrador de acuerdo con las fluctuaciones de la demanda, lo que reduce el espacio inactivo.
El área Aeroshopping –centro de comercio y ocio – funciona las 24 horas con tiendas, servicios, food court, además de un cine triplex, el primero en instalarse en un aeropuerto brasileño.
El Aeropuerto Internacional Salgado Filho también cuenta con una terminal de carga aérea, construida en 1974, con 9.500 mil metros cuadrados de área y capacidad para manejar 1.500 toneladas de carga de exportación y 900 toneladas de importación cada mes.
El movimiento promedio diario (llegadas y salidas) es de 174 aeronaves, en rutas programadas que conectan directa o indirectamente a Porto Alegre con todas las demás grandes ciudades del país, así como con ciudades más pequeñas del interior de los estados de la Región Sur y São Paulo. También hay vuelos internacionales con conexiones directas a ciudades del Cono Sur.

#### Pelotas
El Aeropuerto Internacional Pelotas es comúnmente utilizado por la Fuerza Aérea Brasileña como la última escala en Brasil en sus vuelos a la Base Antártica Brasileña.

#### Bagé
El Aeropuerto Comandante Gustavo Kraemer abrió sus puertas el 5 de julio de 1946. Este aeropuerto pasó a ser administrado por Infraero el 27 de octubre de 1980. Está ubicado en la periferia rural de Bagé, 60 km desde la frontera con Uruguay y 380 km (236 mi) desde Porto Alegre. El Aeropuerto Comandante Gustavo Kraemer no opera con vuelos comerciales regulares. Hay dos vuelos diarios que llevan valijas bancarias, así como servicios de taxi aéreo y jet ejecutivo. La mayoría de los usuarios del aeropuerto son empresarios de la parte central de Brasil que tienen intereses en la región en la cría de caballos pura sangre inglés y árabe, ganadería, fruticultura, elaboración de vino, pulpa de madera y generación de energía.

#### Uruguayana
Ubicada en la frontera con Argentina (a través del río Uruguay desde la ciudad argentina de Paso de los Libres), Uruguaiana es considerada el principal puerto interior de América Latina, gracias a su posición estratégica con los países del Mercosur. El Aeropuerto Internacional Rubem Berta, sin embargo, tiene un solo vuelo, en Azul Brazilian Airlines, a Porto Alegre, situación que Infraero pretende cambiar, según constató en visita oficial al aeropuerto en diciembre de 2004.
Con más de 700 mil metros cuadrados de área construida, es el mayor aeropuerto del interior del estado de Rio Grande do Sul.

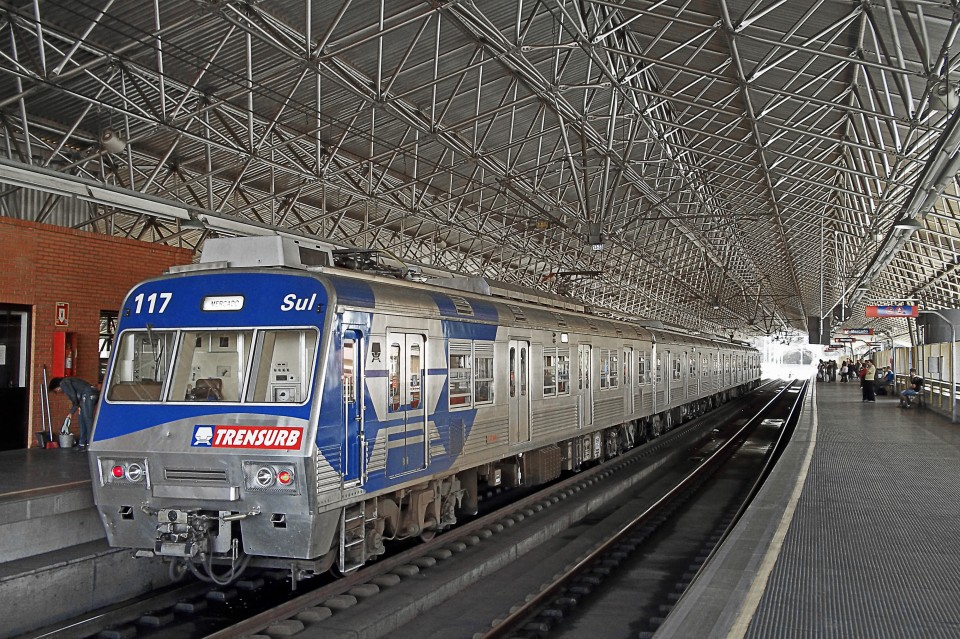
Sistema de Metro del Gran Porto Alegre, en San Leopoldo

Hay dos carreteras, BR-290 y BR-472, que pasan cerca del aeropuerto, además de una vía férrea a unos 2.500 metros de la terminal. Ubicado a 9 km del centro de la ciudad, este aeropuerto se encuentra a una altitud de 78 metros y la temperatura promedio anual es de 20 °C, con una gran variación de verano a invierno.
Ubicada a 630 km de la capital del estado (Porto Alegre), Uruguaiana fue fundada el 29 de mayo de 1746 y tiene una población actual de 126,936. La agricultura y la ganadería son las principales actividades económicas de la comarca, que cuenta con 1.509 fincas rústicas.

### Aeropuertos nacionales

#### Caxias do Sul
El Aeropuerto Hugo Cantergiani (CXJ/SBCX) atiende una vasta región de importantes municipios económicos y turísticos en las cercanías de Caxias do Sul, totalizando 34 municipios en esta área de la "Serra Gaúcha". Está ubicado a una altitud de 754 m (2 474 ft) y tiene una pista de hormigón (15/33) con una longitud de 2 000 m (6 562 ft) aunque solo 1.650 m son utilizables si aterriza en la pista 15. Es atendido diariamente por las aerolíneas GOL y Azul que unen Caxias do Sul con São Paulo. Está equipado con una ayuda de aproximación visual VASIS y también está certificado para aproximaciones IFR.

### Energía

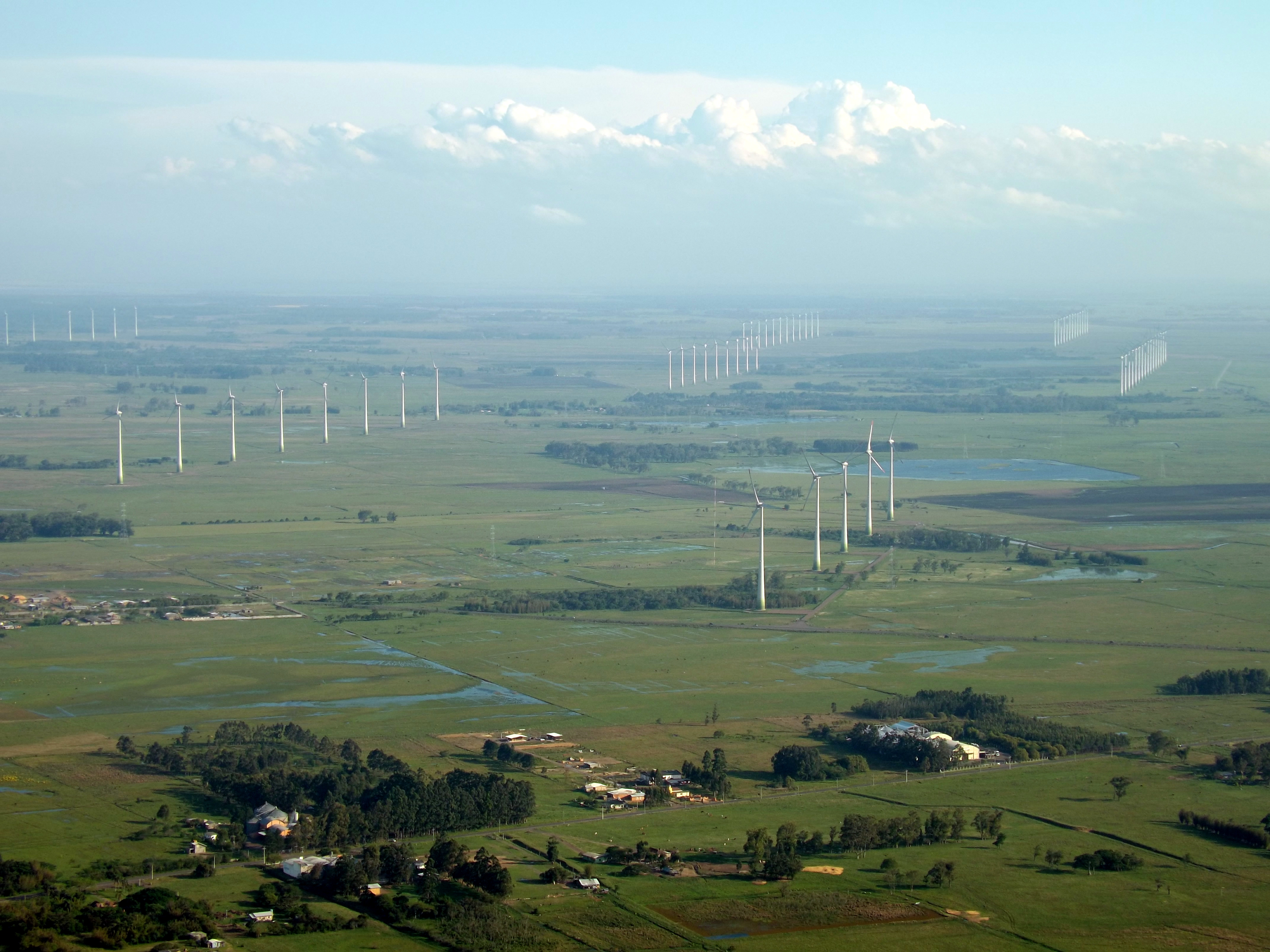
Parque eólico Osório, el parque eólico más grande de América Latina.

En 2021, Rio Grande do Sul tenía alrededor de 7,2 GW de potencia eléctrica instalada, un número relativamente bajo en comparación con el total del país, que rondaba los 170 GW en ese momento. Del total, el 80,6% provino de fuentes renovables - el 49% correspondió a centrales hidroeléctricas, el 19,5% a energía eólica y el 8,2% a energía solar fotovoltaica. El estado tiene un alto potencial para la instalación de energía eólica debido a que la velocidad promedio del viento es una de las más altas del país. Actualmente hay en marcha varios proyectos de nuevos parques eólicos, además de inversiones en las líneas de transmisión eléctrica del estado, que fueron limitadas. La mayoría de los proyectos de energía eólica marina en Brasil, en 2021, estaban en Rio Grande do Sul, con instalación prevista para 2030.
En marzo de 2022, Rio Grande do Sul fue el tercer estado brasileño con más energía solar instalada en la modalidad de microgeneración distribuida individual.
La producción de carbón en Brasil fue de 13,6 millones de toneladas en 2007. Santa Catarina produjo 8,7 Mt (millones de toneladas); Rio Grande do Sul, 4,5 Mt; y Paraná, 0,4 Mt. Brasil tiene reservas de turba, lignito y hulla. El carbón totaliza 32 mil millones de toneladas de reservas y está principalmente en Rio Grande do Sul (89,25% del total). Solo el Yacimiento Candiota (en Rio Grande do Sul) tiene el 38% de todo el carbón nacional. Por ser un carbón de calidad inferior, se utiliza únicamente en la generación de energía termoeléctrica y en el sitio del yacimiento. La crisis del petróleo en la década de 1970 llevó al gobierno brasileño a crear el Plan de Movilización de Energía, con una intensa investigación para descubrir nuevas reservas de carbón. El Servicio Geológico de Brasil, a través de trabajos realizados en Rio Grande do Sul y Santa Catarina, aumentó considerablemente las reservas de carbón previamente conocidas, entre 1970 y 1986 (principalmente entre 1978 y 1983). En varios yacimientos de Rio Grande do Sul (Morungava, Chico Lomã, Santa Teresinha), se descubrió entonces carbón de buena calidad, apto para uso en metalurgia y en gran volumen (siete mil millones de toneladas), pero a profundidades relativamente grandes (hasta 1.200 m), lo que ha dificultado su uso hasta ahora. En 2011, el carbón representó solo el 5,6% de la energía consumida en Brasil, pero es una fuente estratégica importante, que puede activarse cuando, por ejemplo, los niveles de agua en las represas son muy bajos, reduciendo excesivamente la oferta de energía hidroeléctrica.

## Deporte

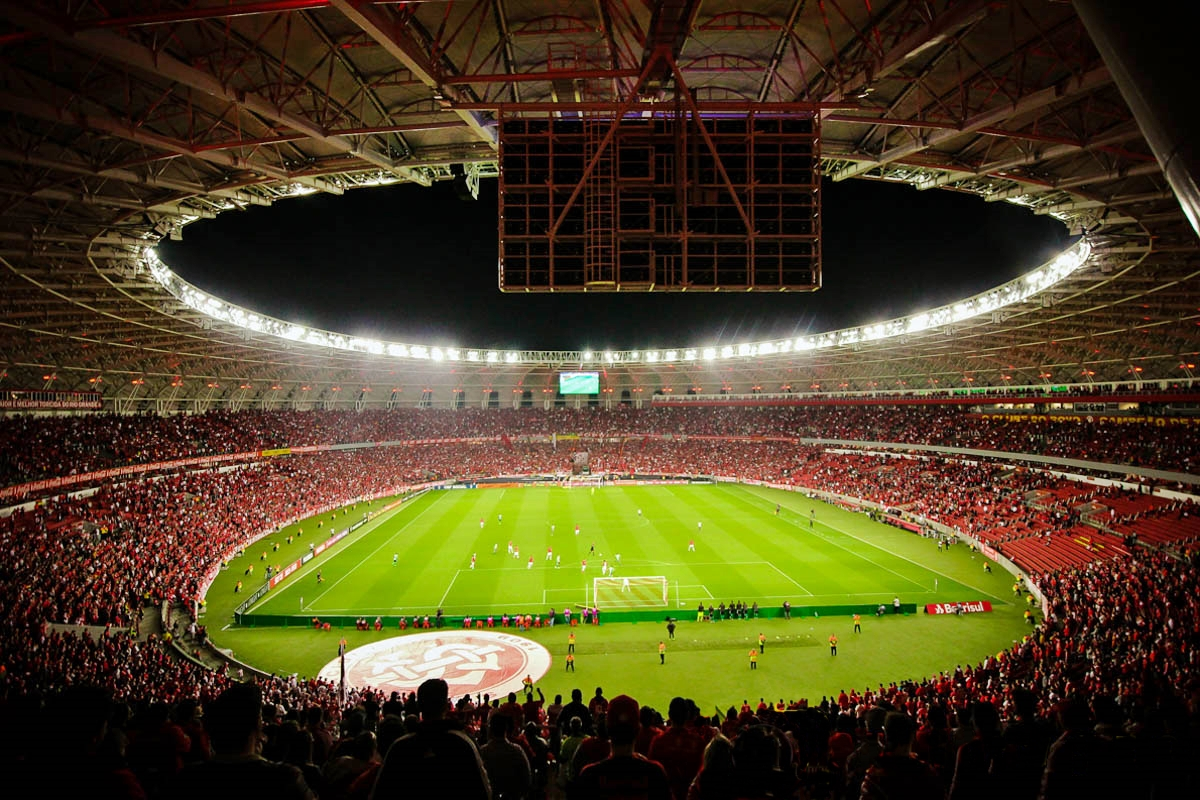
Estadio Beira-Rio, una de las sedes de la Copa Mundial de la FIFA 2014.

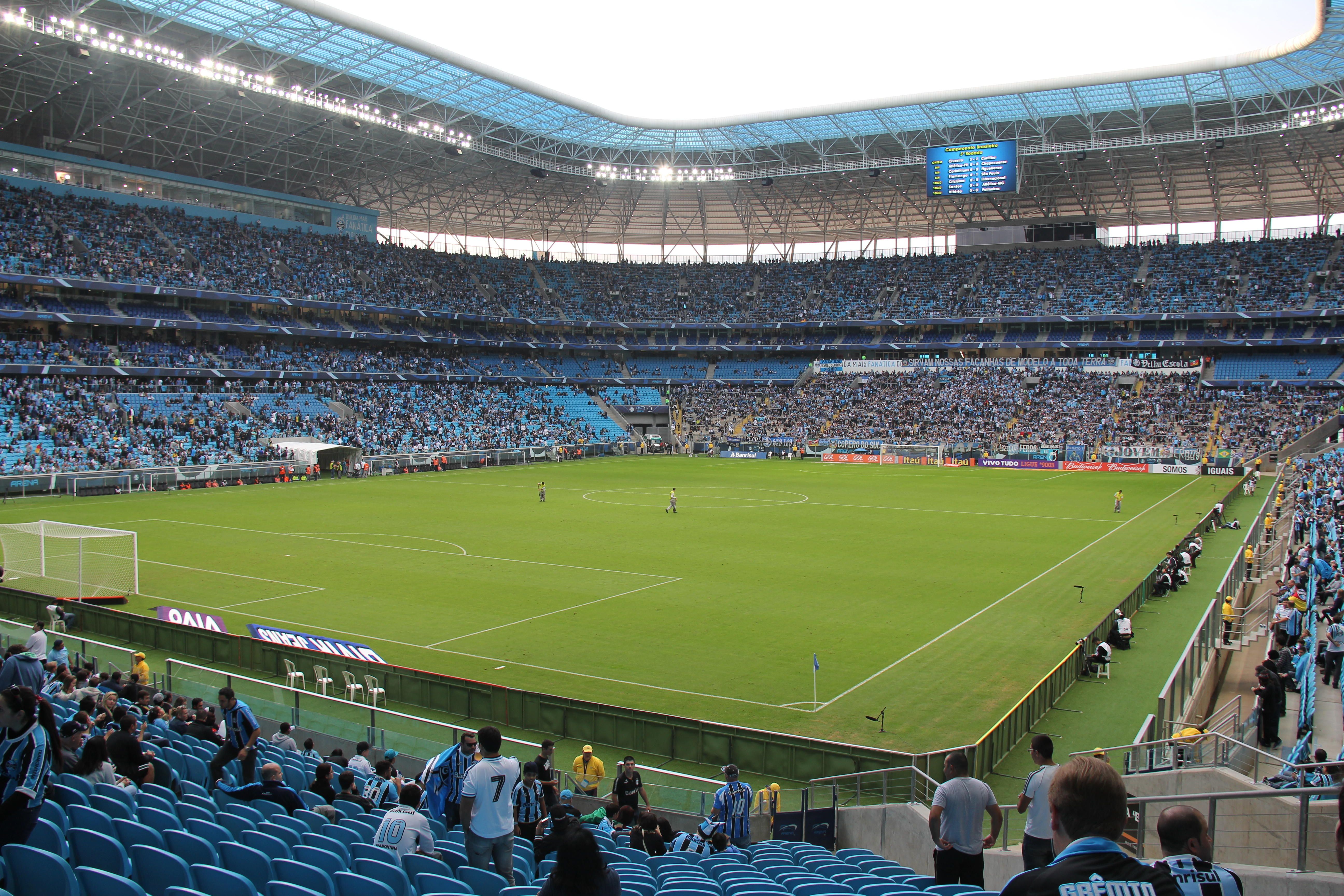
Arena do Grêmio.

Rio Grande do Sul cuenta actualmente con ocho equipos de fútbol pertenecientes a las divisiones del Campeonato Brasileño de Fútbol: Internacional, Grêmio, Juventude, Caxias, Brasil de Pelotas; Lajeadense y Ypiranga. El Sport Club Rio Grande, del municipio de Río Grande, es el más antiguo de Brasil y actualmente juega en el Campeonato Gaúcho de Segunda División.
Rio Grande do Sul también es referencia nacional y mundial en fútsal, con equipos como Inter/Ulbra en Porto Alegre, ACBF en Carlos Barbosa, Atlântico en Erechim, Ulbra en Canoas, Assoeva en Venâncio Aires y Enxuta en Caxias do Sul. El municipio de Carlos Barbosa es considerado la capital del fútbol sala en Brasil.
En el estado nacieron los siguientes medallistas olímpicos: Mayra Aguiar y Daniel Cargnin (judo); Fernando Scheffer (natación); André Johannpeter (ecuestre); André Heller, Gustavo Endres, Murilo Endres, Renan Dal Zotto, Paulão, Fernanda Garay, Carol Albuquerque, Éder, Janelson, Jorge Édson, Lucão, Marcus Vinícius y Thiago Alves (voleibol). También del estado es Thomaz Koch, considerado uno de los mejores tenistas de la historia de Brasil y Henrique Mecking, considerado el mejor ajedrecista brasileño de todos los tiempos, que llegó a ser el tercero mejor del mundo; además de medallistas de campeonatos mundiales como Babi y Deonise en balonmano, João Derly y Maria Portela en judo, Daiane dos Santos en gimnasia artística y Samuel de Bona en el maratón acuático.

## Galería

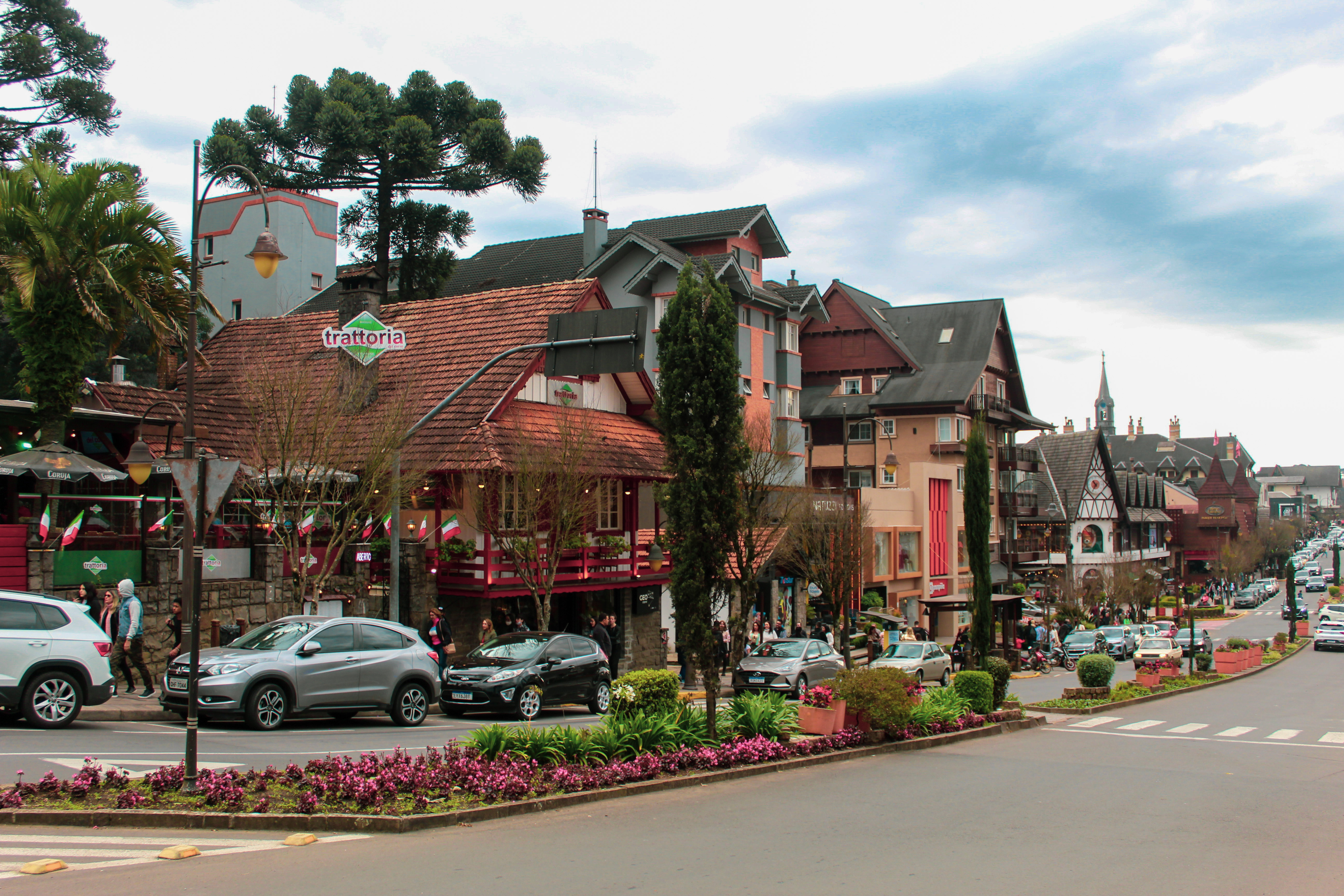
Gramado, 2022.
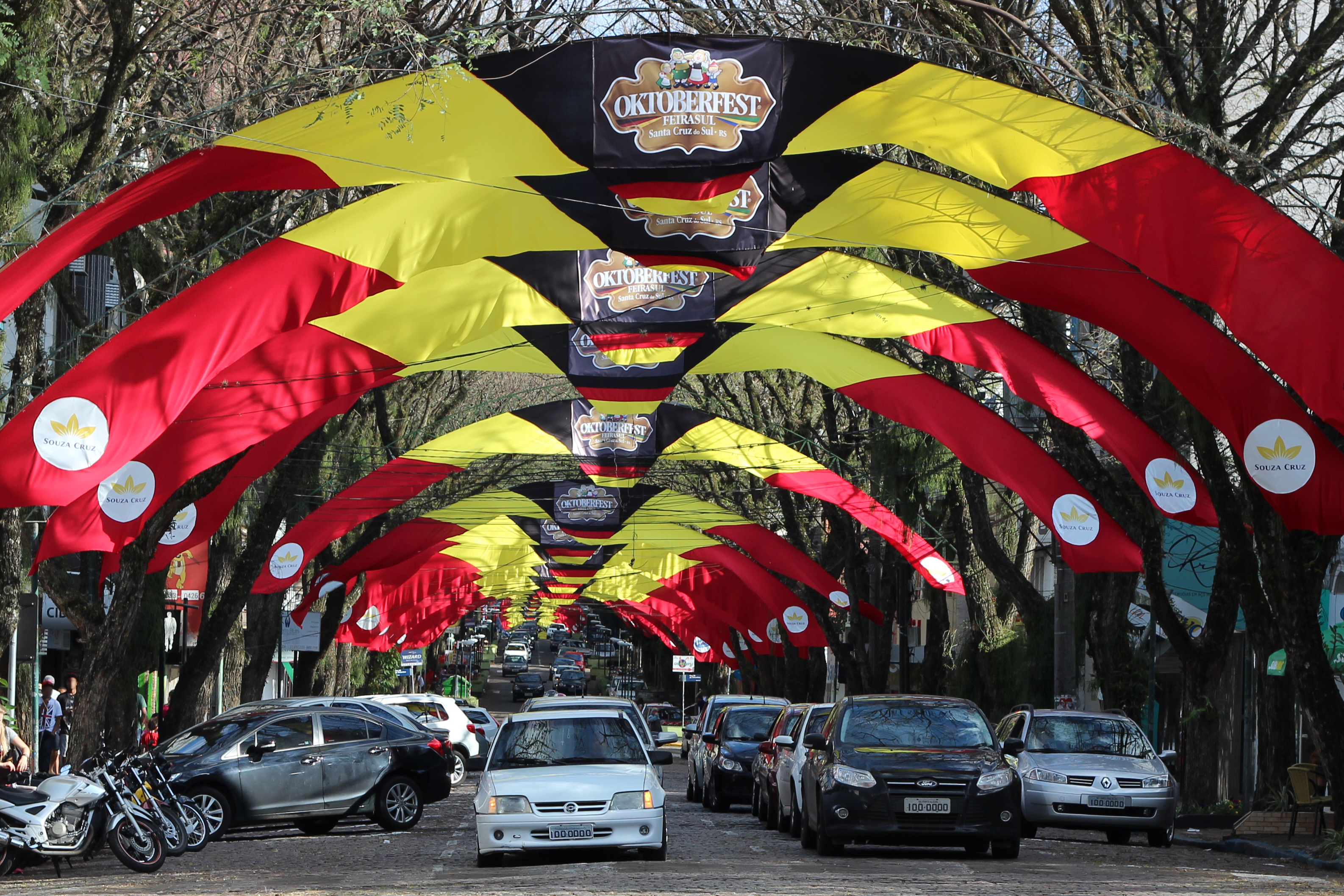
Santa Cruz do Sul, 2014.
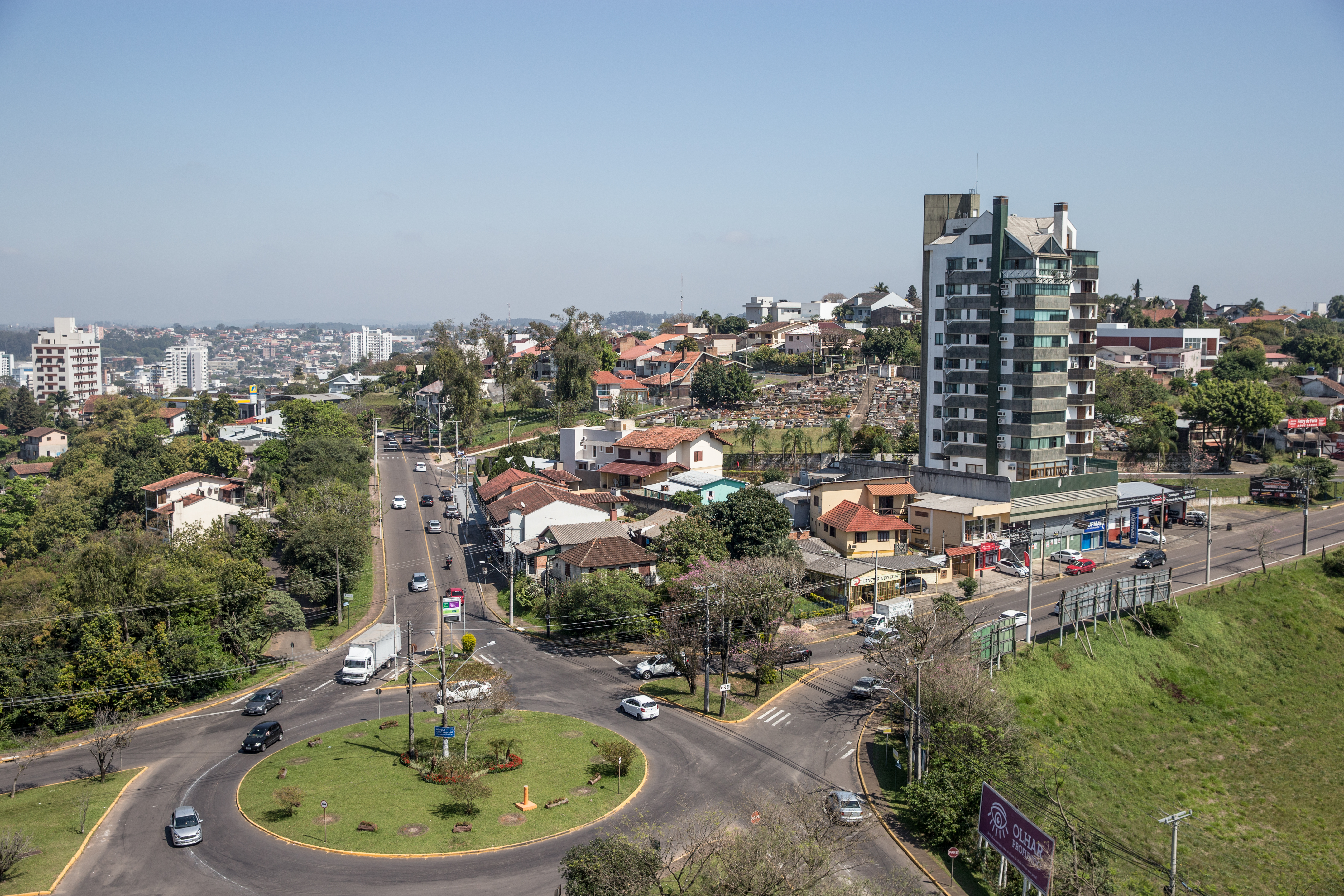
Novo Hamburgo, 2021.
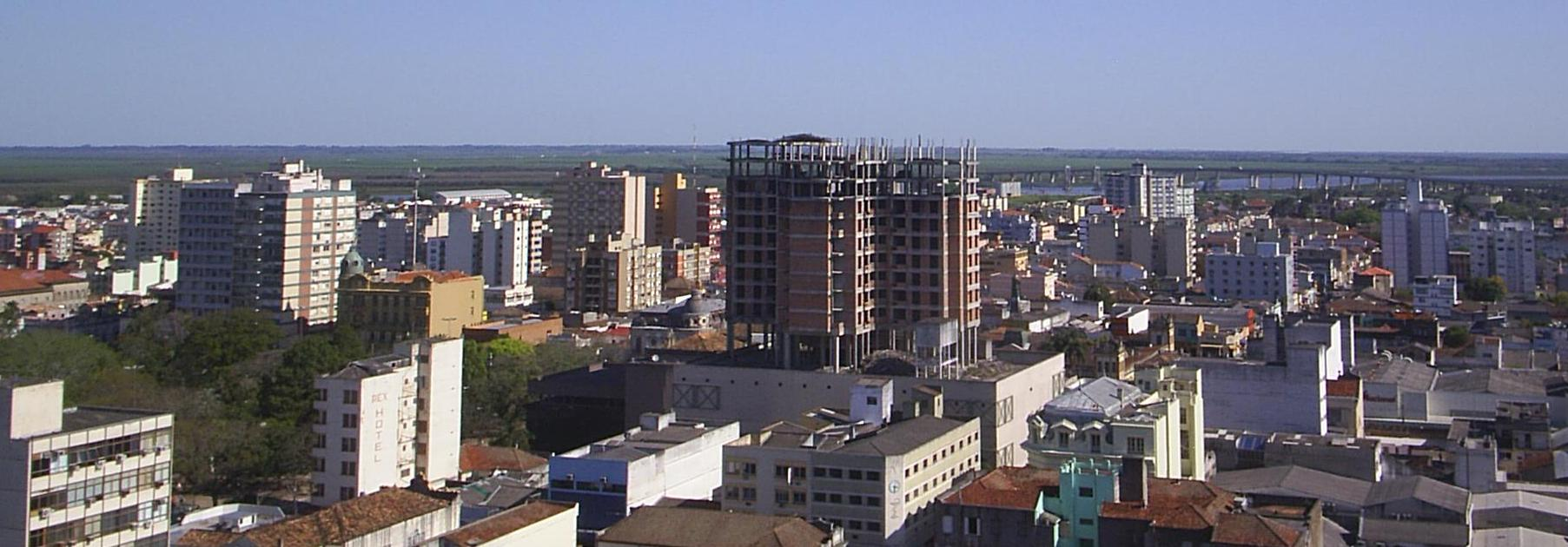
Pelotas, 2006.
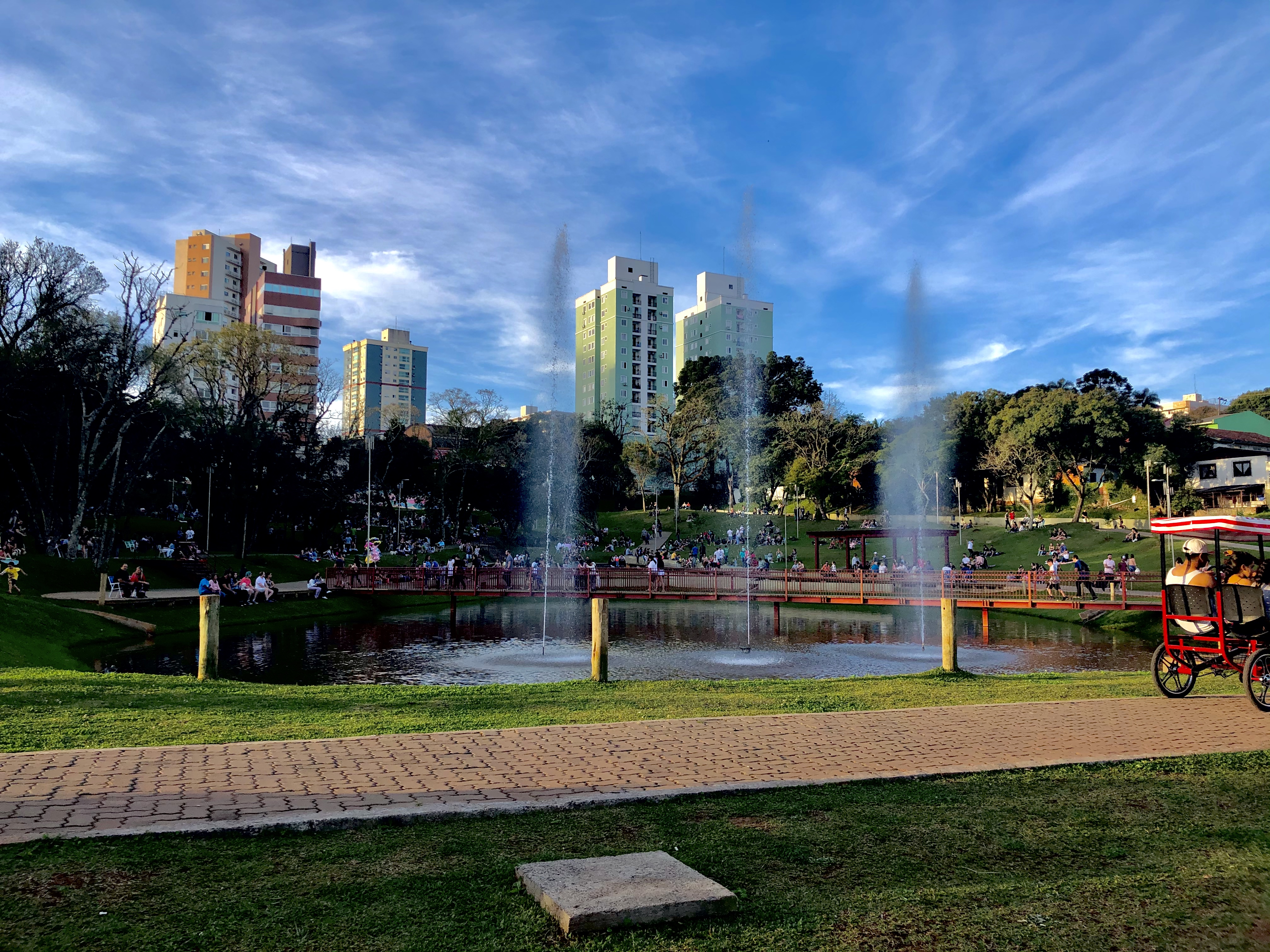
Passo Fundo, 2019.
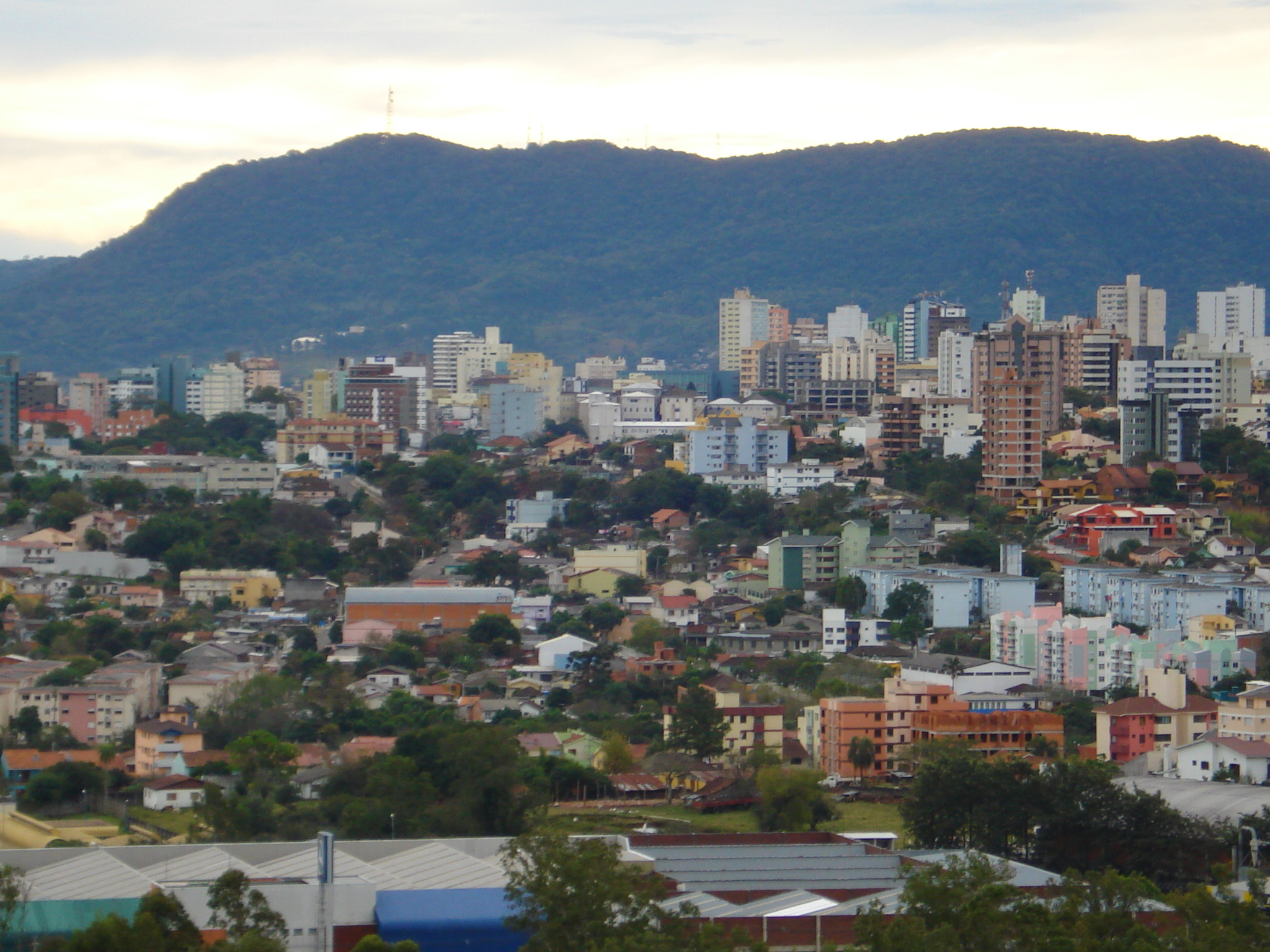
Santa Maria, 2016.
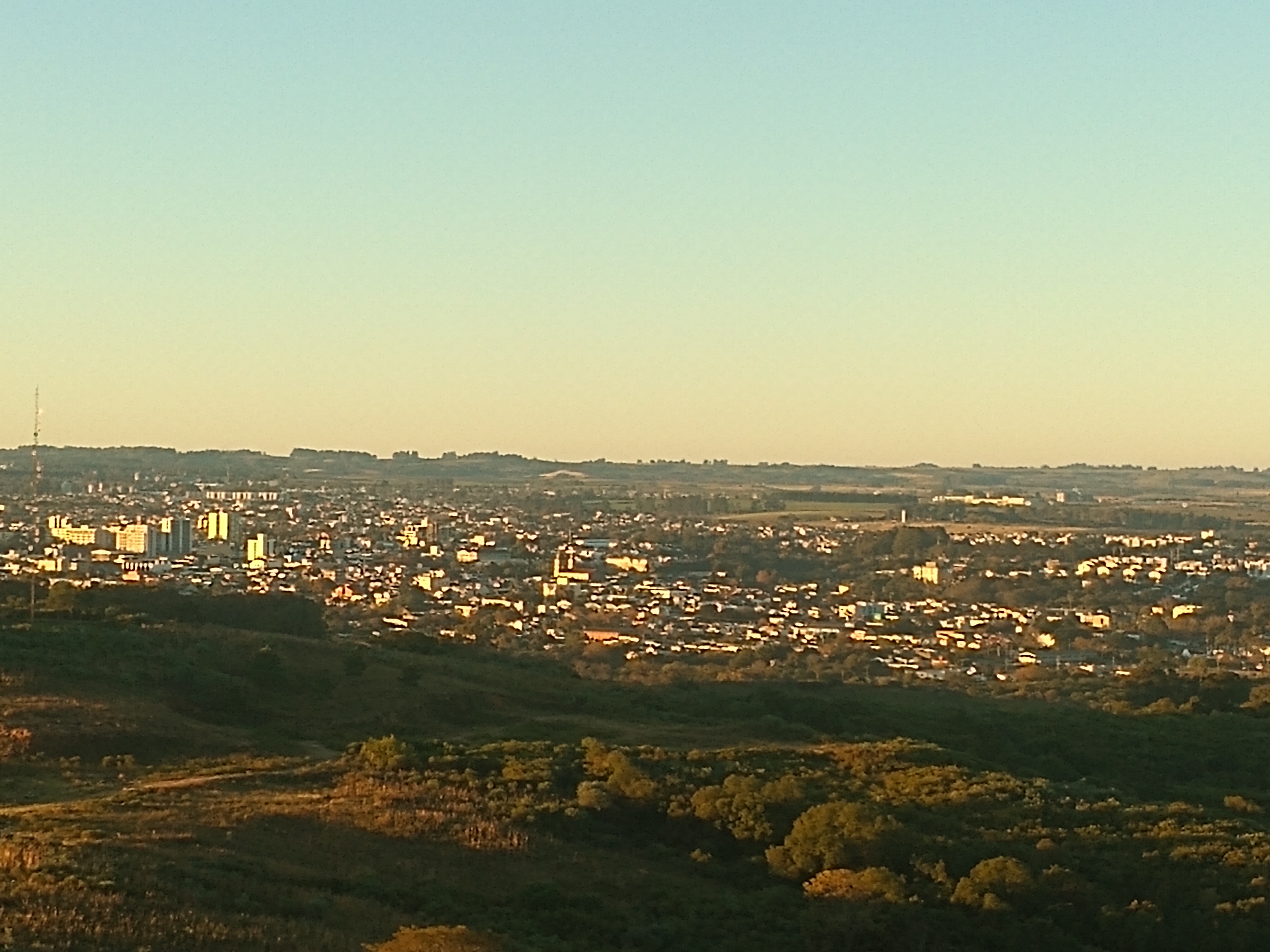
Bagé, 2021.
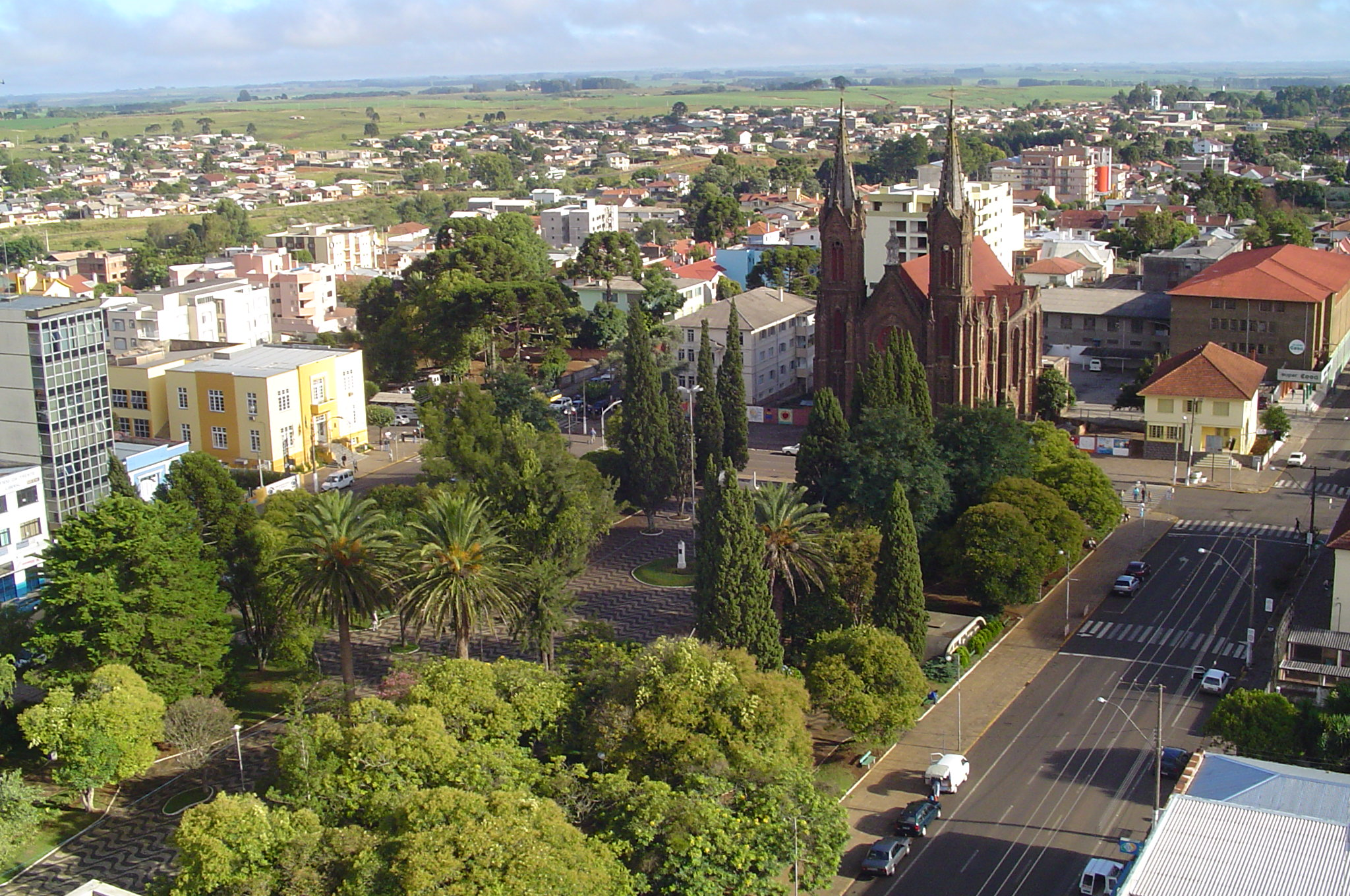
Vacaria, 2007.
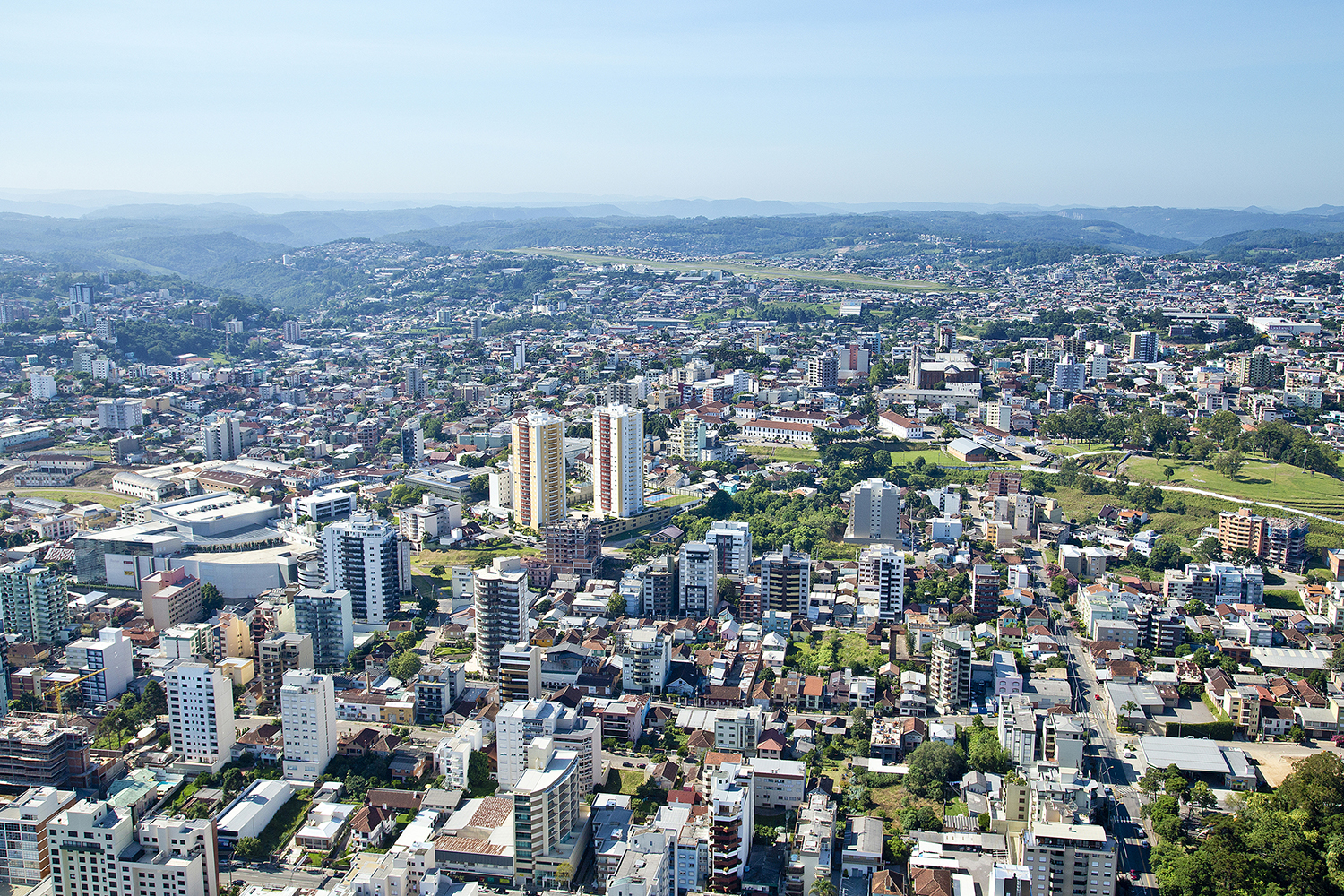
Caxias do Sul, 2016.
Bento Gonçalves, 2018.
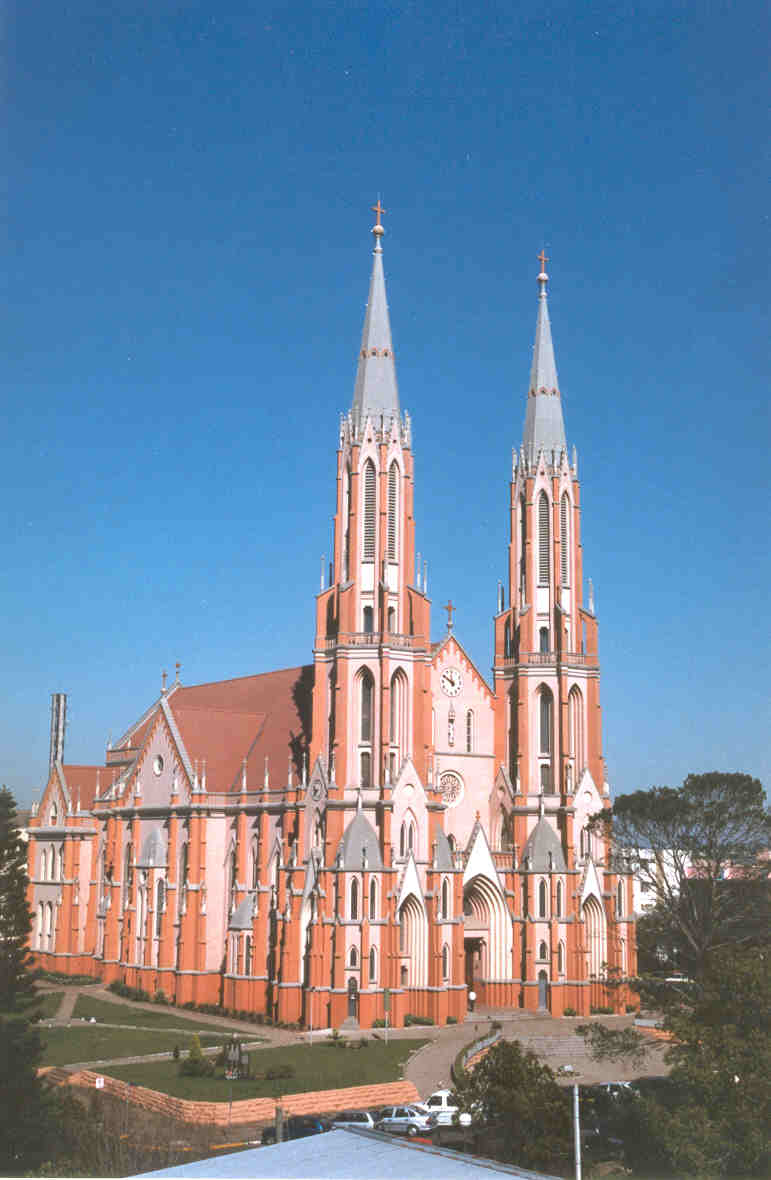
Venâncio Aires, 2007.
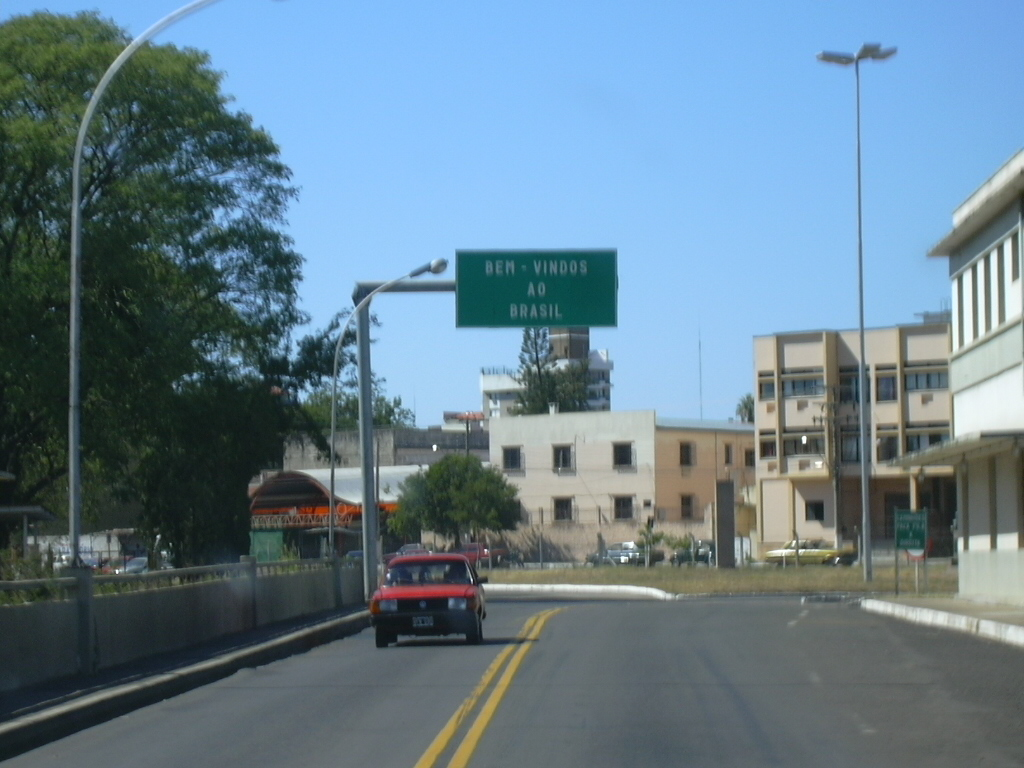
Uruguaiana, 2007

## Ciudades más pobladas
- Porto Alegre
- Caxias do Sul
- Pelotas
- Canoas
- Santa María
- Santana do Livramento
- Gravataí
- Viamão
- Novo Hamburgo
- Alvorada
- São Leopoldo
- Río Grande
- Passo Fundo
- Uruguayana
- Sapucaia do Sul
- Bagé
- Cachoeirinha
- Santa Cruz do Sul
- Guaíba
- Bento Gonçalves
- Erechim
- Alegrete
- Farroupilha
- Torres
- Rosário do Sul
- Capão da Canoa